# City by bike
City by bike (ang. wym.: [sɪti baɪ baɪk]) – publiczny system wypożyczania rowerów w Katowicach działający w latach 2010–2014 jako klasyczne wypożyczalnie, a w latach 2015–2023 jako automatyczne, których operatorem była firma Nextbike. Zlikwidowany i zastąpiony Rowerem Metropolitalnym.

## Historia

### 2010 – 2014 (klasyczne wypożyczalnie)
W 2010 władze Katowic starały się o przyznanie miastu tytułu Europejskiej Stolicy Kultury 2016. Z tego powodu biuro ESK zakupiło 20 rowerów miejskich i uruchamiało bezpłatną (do pewnego limitu czasowego) wypożyczalnię rowerów przy okazji różnych wydarzeń, takich jak festiwale Tauron Nowa Muzyka, Rawa Blues czy Europejski Dzień bez Samochodu. Dodatkowo organizowane były bezpłatne wycieczki rowerowe do Nikiszowca i Giszowca.
W czerwcu 2011 rozstrzygnięto konkurs na ESK 2016 – wygrał go Wrocław. Pomimo przegranego konkursu o tytuł ESK 2016, katowickie biuro ESK zakupiło kolejnych 20 rowerów oraz uruchomiło 2 stałe kontenerowe wypożyczalnie rowerów: na Rynku i na placu Sejmu Śląskiego, jednakże wypożyczanie rowerów nie było już darmowe. W 2011 roku firma Nextbike złożyła Górnośląskiemu Związkowi Metropolitalnemu ofertę uruchomienia systemu bezobsługowych wypożyczalni rowerów miejskich w ramach Metropolitalnego Roweru Miejskiego.
W 2012 biuro ESK zostało zastąpione przez Instytucję Kultury Katowice Miasto Ogrodów. IKMO powiększyła liczbę rowerów o kolejne 10 sztuk. Stałe stacje wypożyczeń zostały zlokalizowane: przy pomniku Powstańców Śląskich, w Dolinie Trzech Stawów i przy bistro Plastikon w Piotrowicach.
W 2013 Instytucja Kultury „Katowice – Miasto Ogrodów” dysponowała 17 rowerami i uruchomiła 3 stałe wypożyczalnie: w Dolinie Trzech Stawów, w Rondzie Sztuki oraz w Galerii Miasta Ogrodów na ul. św. Stanisława. Rok później zwiększono liczbę rowerów do 30 oraz stację w Rondzie Sztuki zastąpiono stację przed wejściem do dworca kolejowego i Galerii Katowickiej.

### 2015 – 2023 (automatyczne wypożyczalnie)
W 2015 operatorem systemu został Nextbike, a kontenerowe wypożyczalnie zostały zastąpione przez stacje bezobsługowe. System uruchomiono 28 kwietnia i składał się wówczas z 2 stacji bezobsługowych (Dworzec PKP/Galeria Katowicka i Katowicki Park Leśny – Dolina Trzech Stawów) oraz 30 rowerów. 30 czerwca otwarto 3. stację bezobsługową o nazwie Strefa Kultury znajdującą się na parkingu przed siedzibą Narodowej Orkiestry Symfonicznej Polskiego Radia oraz dodano kolejne 10 rowerów. Przez cały sezon z systemu skorzystało łącznie 2,6 tys. osób, które wykonały 7,5 tys. wynajmów.
W 2016 system wystartował 29 kwietnia i został rozszerzony do 10 stacji i 80 rowerów, 3 nowe stacje na osiedlu Tysiąclecia powstały w ramach budżetu partycypacyjnego, a 4 pozostałe nowe lokalizacje zostały wybrane przez mieszkańców poprzez sondaż. 19 maja uruchomiono do 11. stację – GPP Business Park i dołożono 8 rowerów. 22 września z okazji Dnia bez Samochodu wydłużono czas darmowego wypożyczenia oraz zaprezentowano rowery dziecięce oraz rowery cargo. Przez cały sezon dokonano 38 tys. wypożyczeń, a łączna liczba zarejestrowanych użytkowników wyniosła 9200.
W 2017 City by bike ruszył 14 kwietnia i został rozszerzony do 30 stacji i 244 rowerów. 9 stacji w Ligocie, Panewnikach, Piotrowicach i Ochojcu powstało w ramach budżetu obywatelskiego, a 10 stacji zostało opłaconych przez prywatne firmy i uczelnie. 31 lipca otwarto 5 kolejnych stacji i dołożono 40 rowerów. 22 września z okazji Dnia bez Samochodu, podobnie jak rok wcześniej, wydłużono czas darmowego wypożyczenia. Przez cały sezon dokonano 104 tys. wypożyczeń, a łączna liczba zarejestrowanych użytkowników wyniosła ponad 20 tys..
Na początku marca 2018 PKM Katowice podpisało z Nextbikiem umowę na kolejny sezon CBB. 1 kwietnia uruchomionych zostało 25 stacji miejskich i 11 sponsorskich. Na przełomie maja i czerwca uruchomiono 12 kolejnych miejskich stacji (lokalizację 11 z nich wybrano w ramach budżetu obywatelskiego), przeniesiono stację w Murckach oraz pojawił się nowy typ rowerów – rowery cargo. W drugiej połowie czerwca uruchomiono 2 stacje zasponsorowane przez ING Bank Śląski oraz dołożono 24 rowery. 27 sierpnia uruchomiono 4 stacje rowerowe przy stacjach benzynowych PKN Orlen oraz dołożono 40 rowerów. 22 września z okazji Dnia bez Samochodu tradycyjnie wydłużono czas darmowego wypożyczenia. 11 października, ze względu na przygotowania do 24. sesji Konferencji Stron Ramowej Konwencji Narodów Zjednoczonych w sprawie zmian klimatu, stacja przy NOSPR została przeniesiona w okolice ronda pod nazwą COP24. Przez cały sezon dokonano 209 tys. wypożyczeń, a łączna liczba zarejestrowanych użytkowników wyniosła ponad 41 tys..
W drugiej połowie marca 2019 PKM Katowice zawarło kolejną jednoroczną umowę z Nextbikiem obejmującą 60 stacji i 482 rowerów. 1 kwietnia uruchomionych zostało ponad 50 stacji z ponad 400 rowerami. 5 kwietnia w życie weszło metropolitalne porozumienie umożliwiające oddawanie rowerów standardowych wypożyczonych w Katowicach w Chorzowie, Sosnowcu i Tychach. Pod koniec maja uruchomiona została stacja sponsorska przy DH Supersam. Na przełomie maja i czerwca uruchomiono 12 dodatkowych stacji w Katowicach, których lokalizacje zostały wybrane rok wcześniej w ramach budżetu obywatelskiego, dzięki czemu system składał się z łącznie 65 stacji. Na przełomie czerwca i lipca uruchomiono 11 nowych stacji, w tym jedną sponsorską. Przez cały sezon dokonano 262 tys. wypożyczeń, a łączna liczba zarejestrowanych użytkowników wyniosła ponad 64 tys..
1 kwietnia 2020 miał rozpocząć się kolejny sezon wypożyczalni, jednak ze względu na wprowadzony dzień wcześniej rządowy zakaz korzystania z rowerów miejskich z powodu pandemii COVID-19, start ten został odroczony. Ostatecznie system wystartował 6 maja z 61 stacjami miejskimi i 9 prywatnymi. W czerwcu system został rozbudowany o 8 dodatkowych stacji.
1 kwietnia 2021, wraz z rozpoczęciem nowego sezonu, uruchomiono 71 stacji miejskich (w tym 2 nowe przy centrach przesiadkowych) oraz 14 stacji sponsorskich. W kolejnych miesiącach uruchomionych jeszcze 22 stacje, z których cześć powstała w ramach Katowickiego Budżetu Obywatelskiego. W efekcie czego system w połowie sierpnia liczył 107 stacji i ponad 860 rowerów. Przez cały sezon użytkownicy wykonali 130 tys. wypożyczeń.  
W 2022 sieć rozrosła się do 125 stacji (w tym 12 sponsorskich) z ponad 1000 rowerów, a przez cały sezon miało miejsce ponad 200 tys. wypożyczeń. 
W 2023 system wystartował 1 kwietnia i podobnie jak rok wcześniej liczył 125 stacji i ponad 1000 rowerów. Przez cały sezon zarejestrowano 171 tys. wypożyczeń. Był to ostatni sezon funkcjonowania CBB ze względu na planowane uruchomienie Roweru Metropolitalnego przez Górnośląsko-Zagłębiowską Metropolię. Na przełomie 2023 i 2024 roku rozpoczął się demontaż stacji.

## Stacje
W 2023 system składał się z 125 stacji (114 miejskich i 11 sponsorskich).

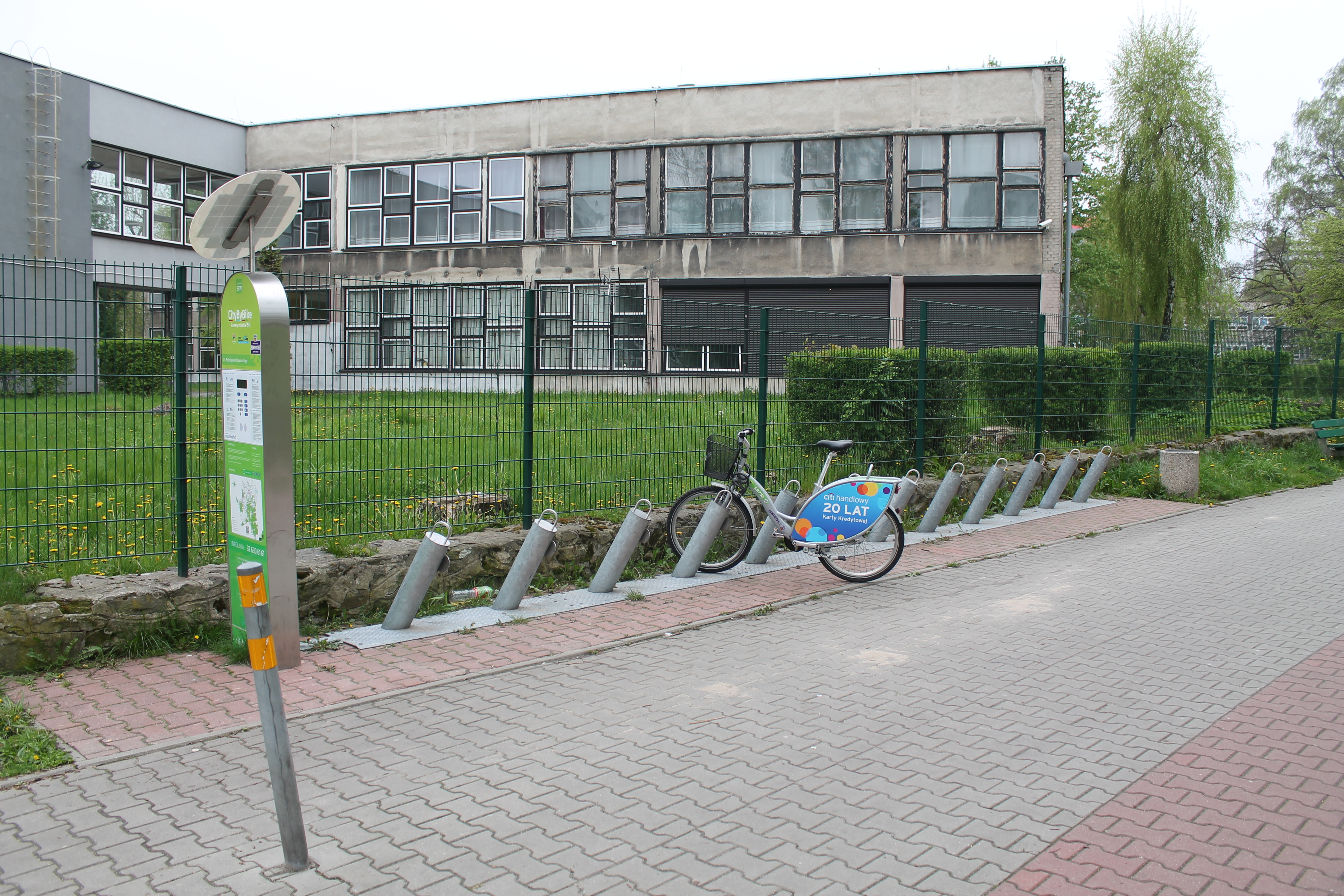
Al. Bolesława Krzywoustego
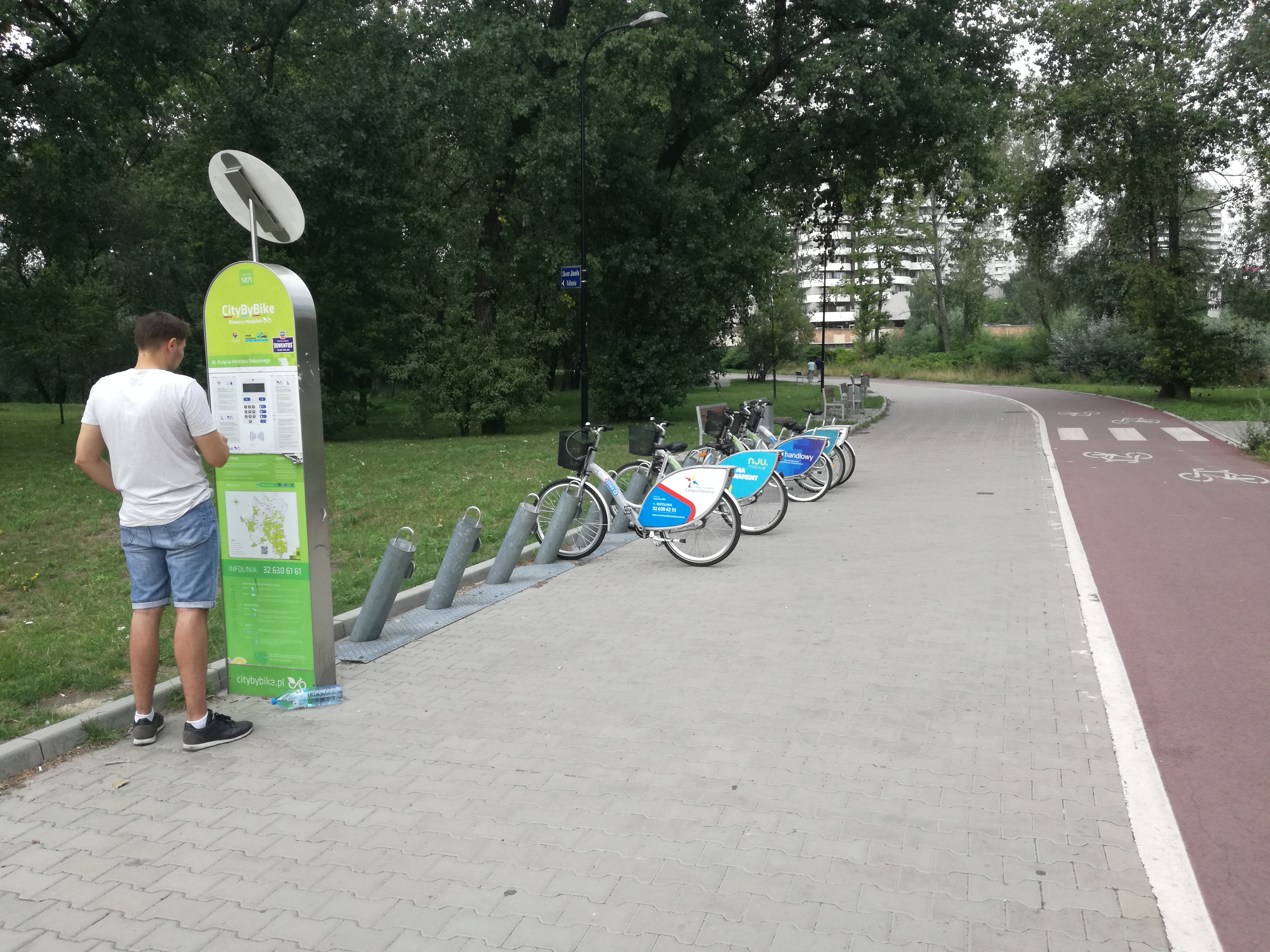
Al. Księcia Henryka Pobożnego
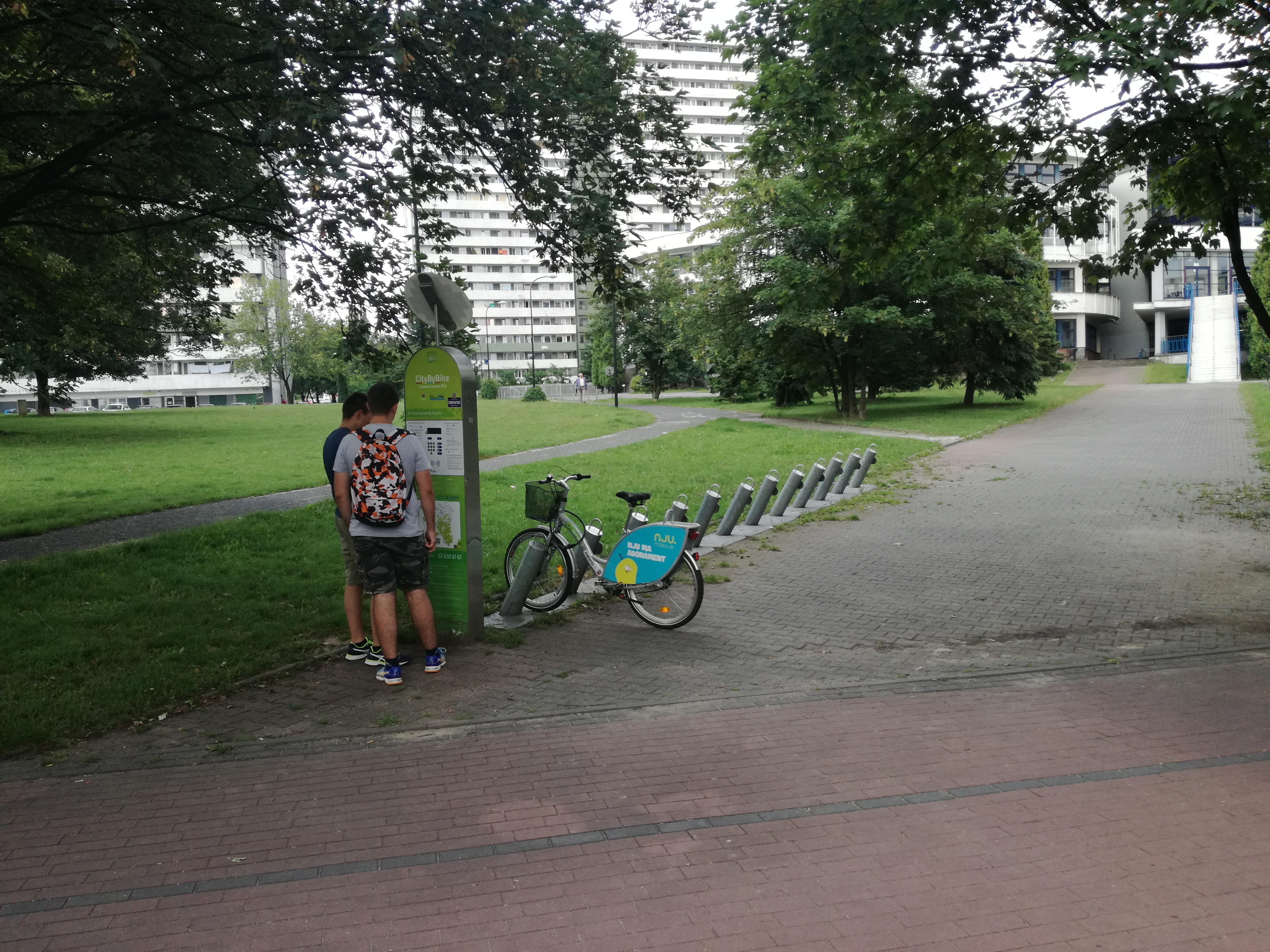
Al. Księżnej Jadwigi Śląskiej
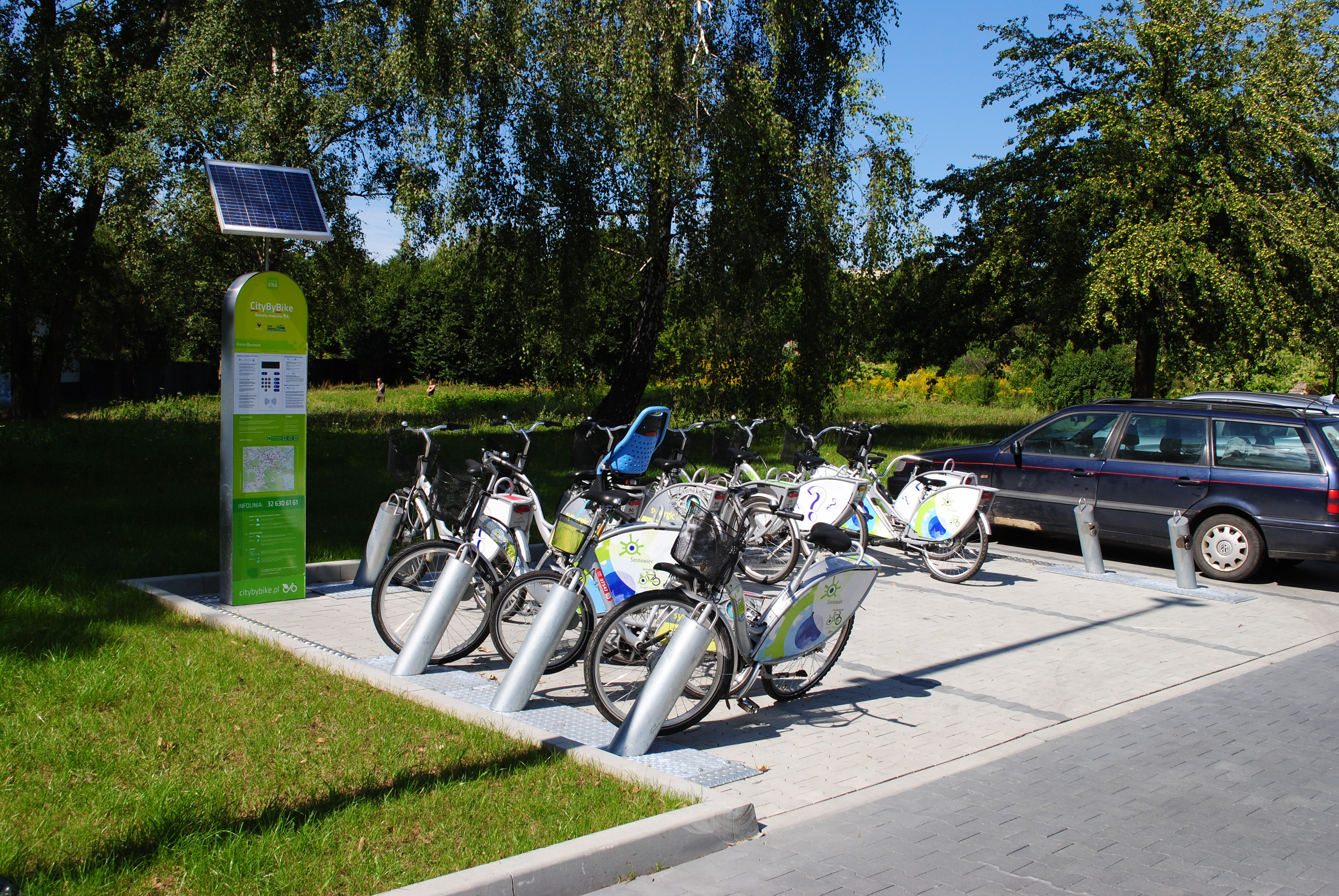
Basen Burowiec
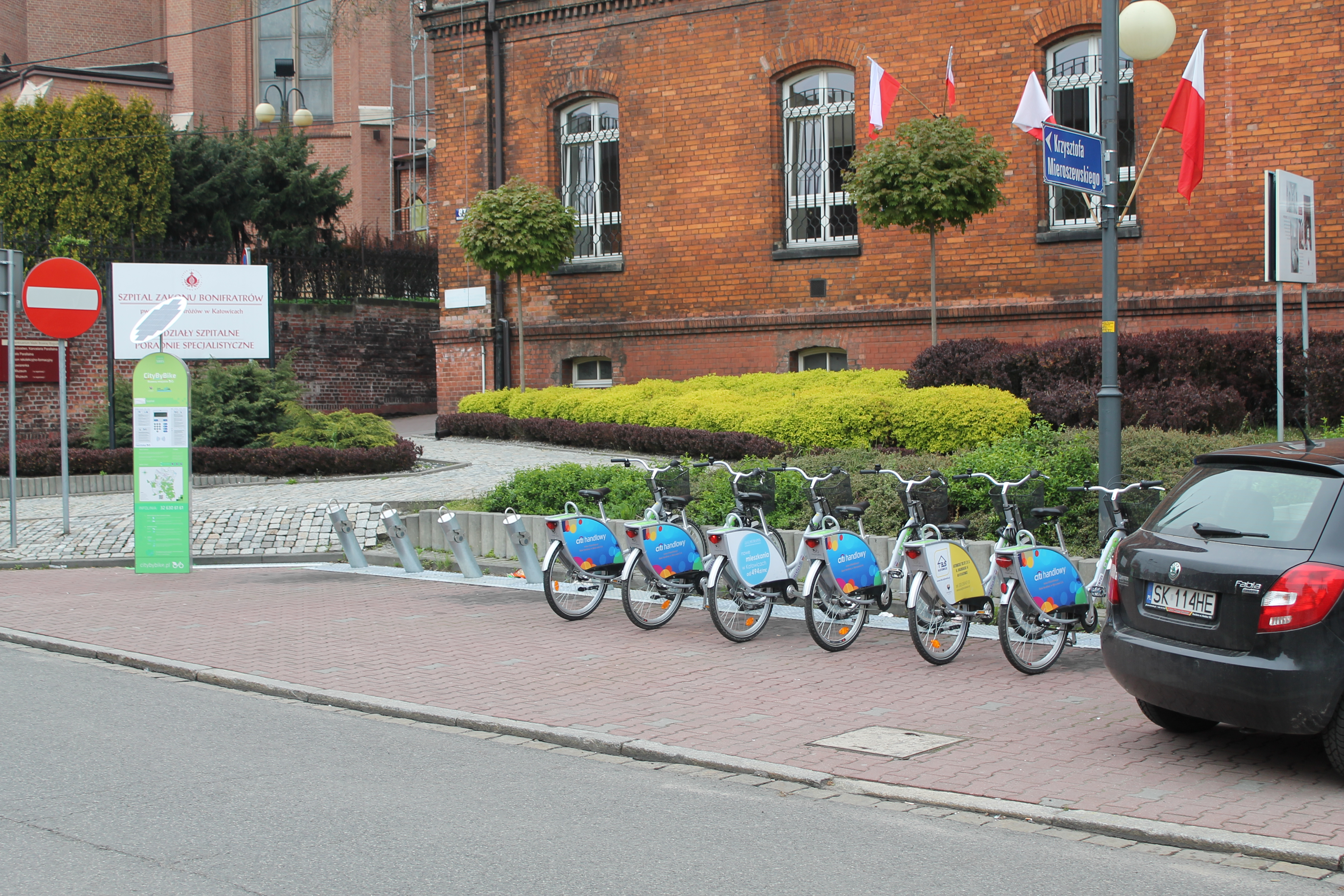
Bogucice Szpital
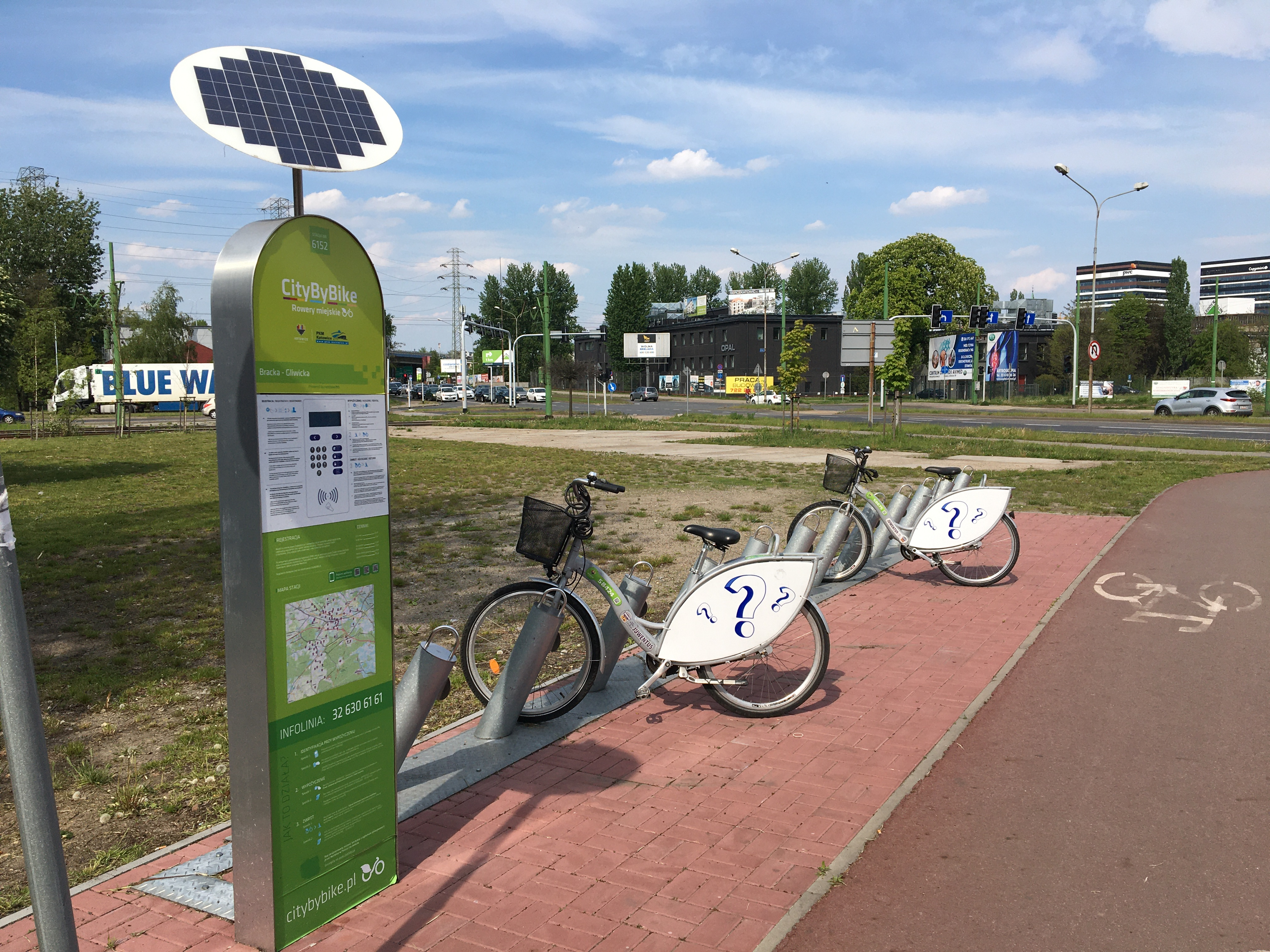
Bracka – Gliwicka
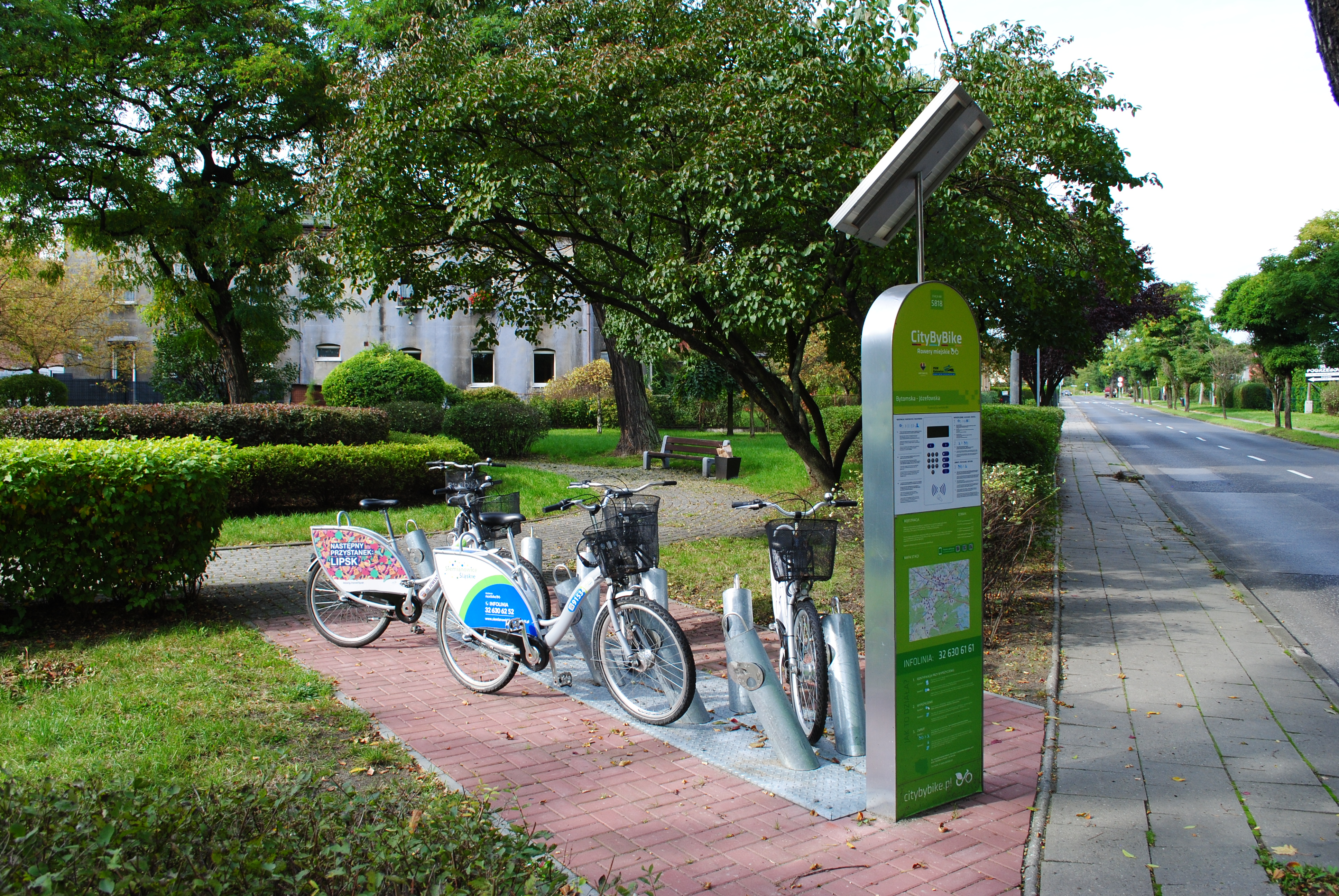
Bytomska – Józefowska
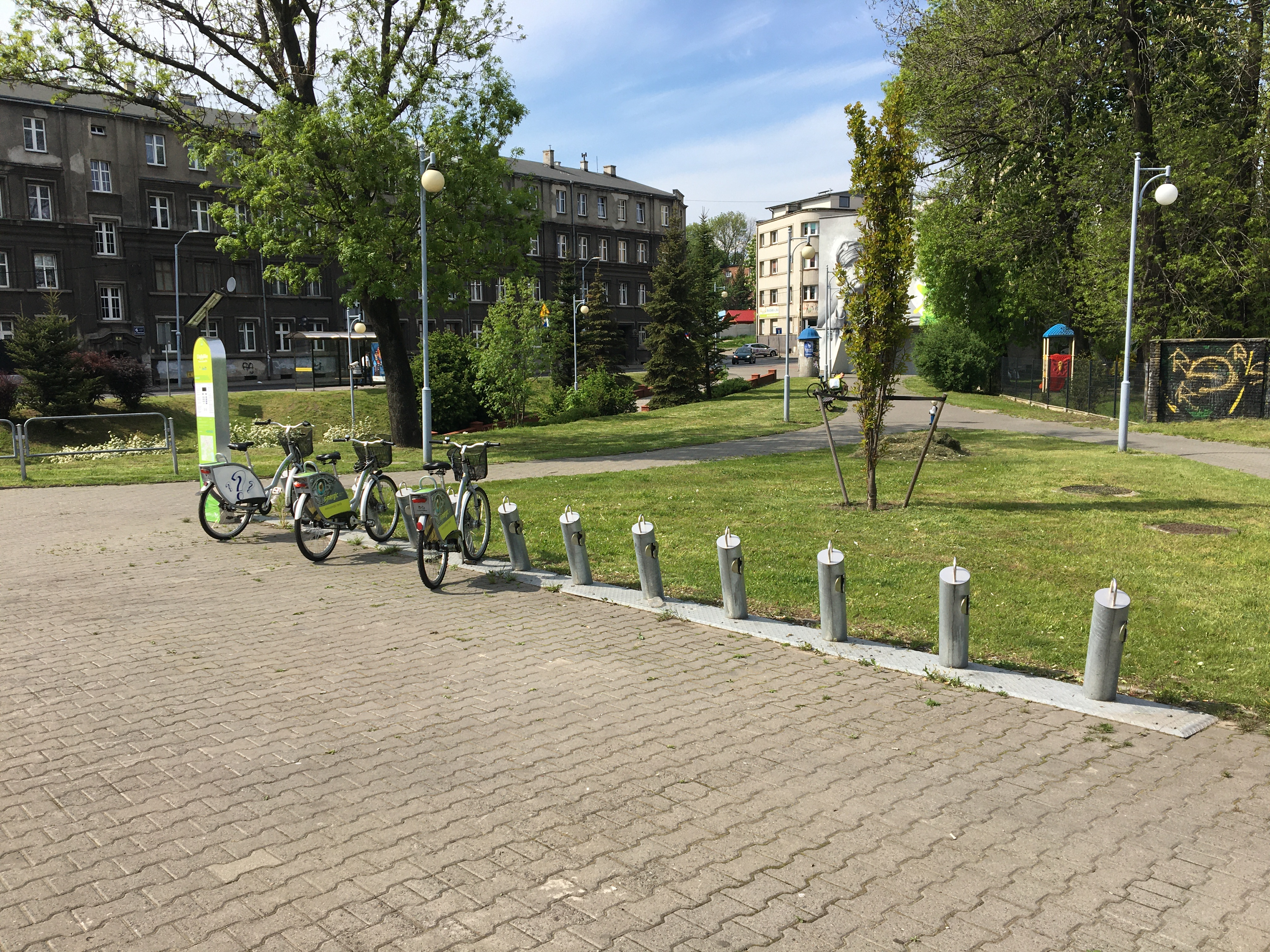
Dąb Kościół
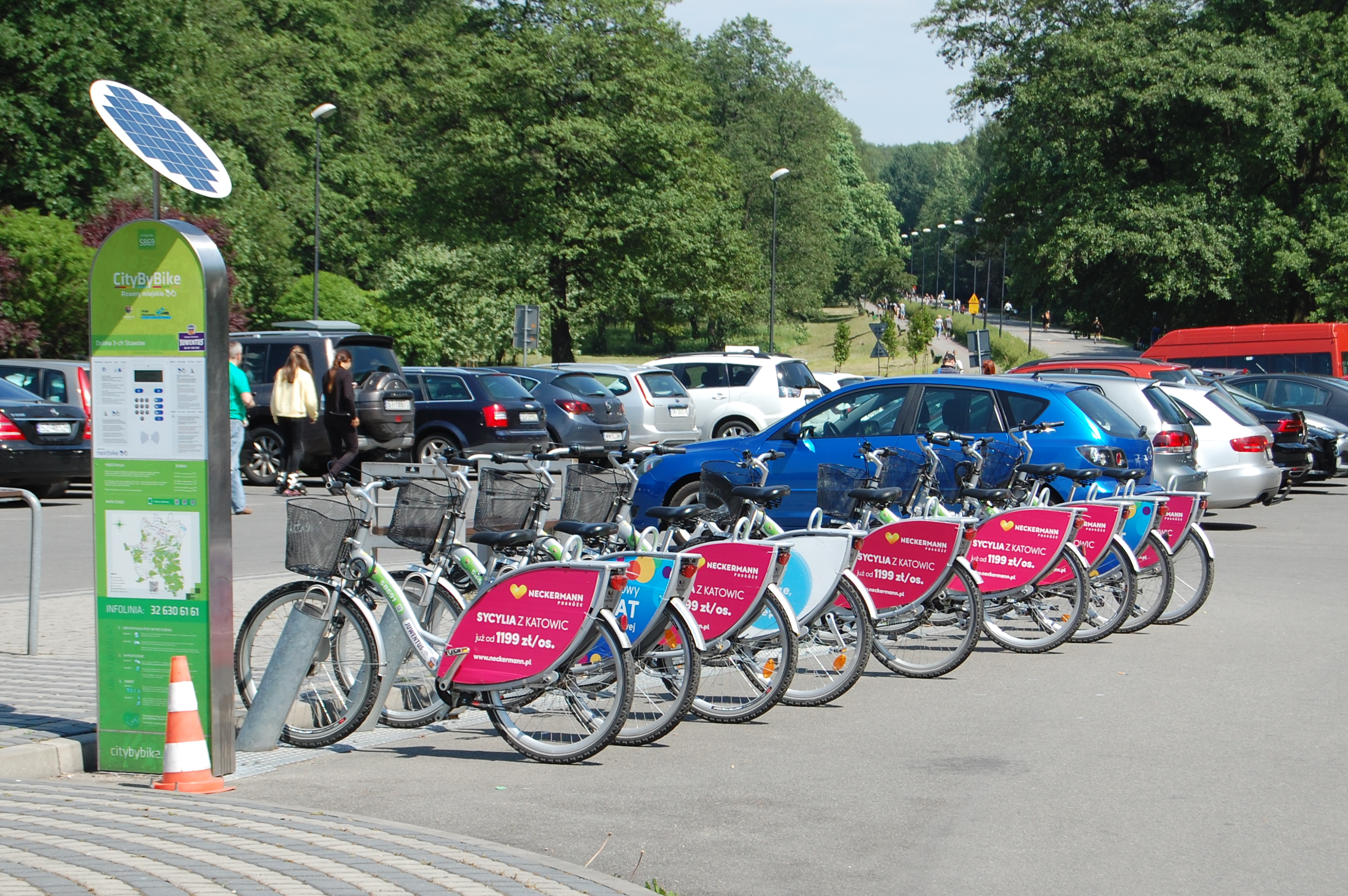
Dolina Trzech Stawów
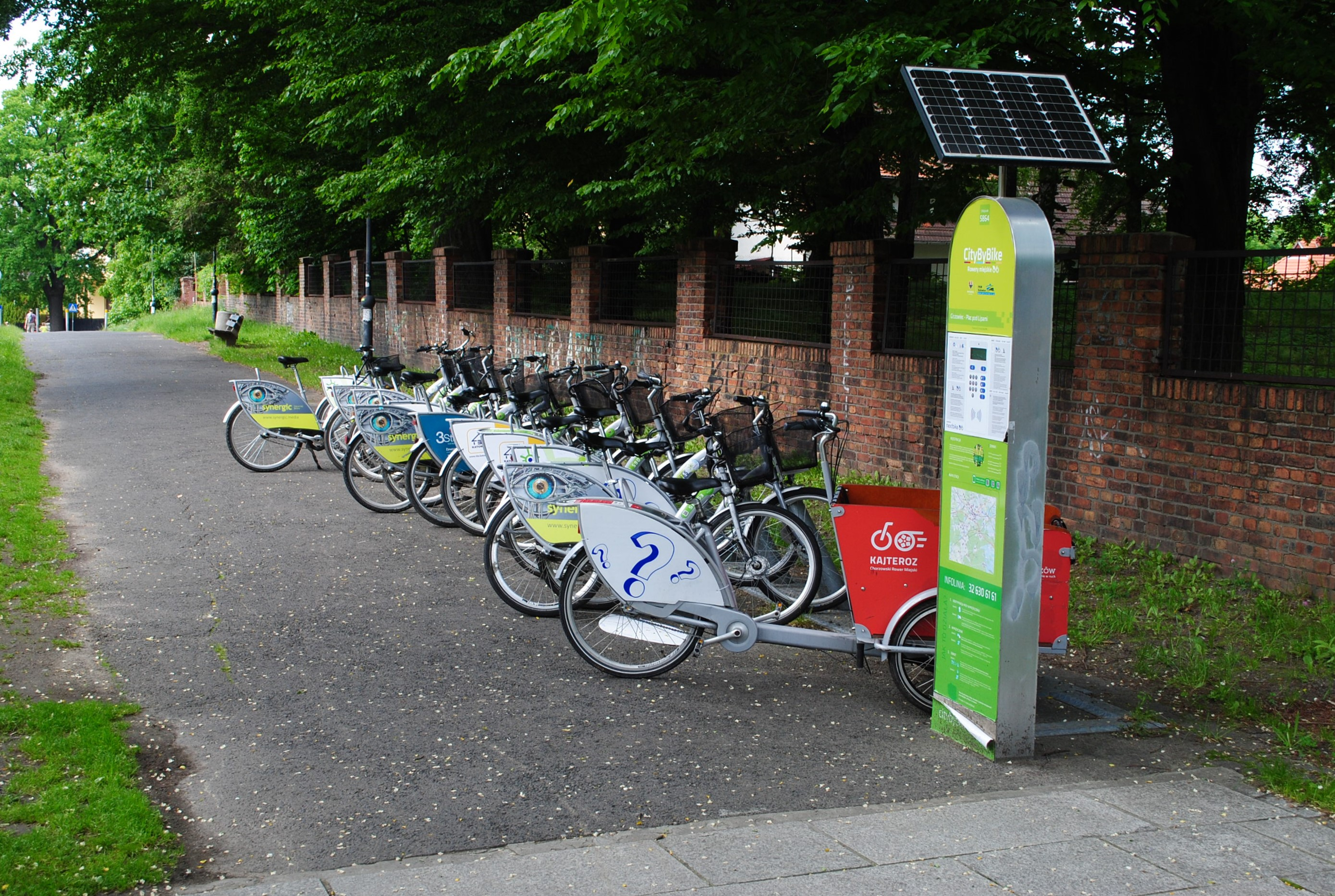
Giszowiec – Plac Pod Lipami
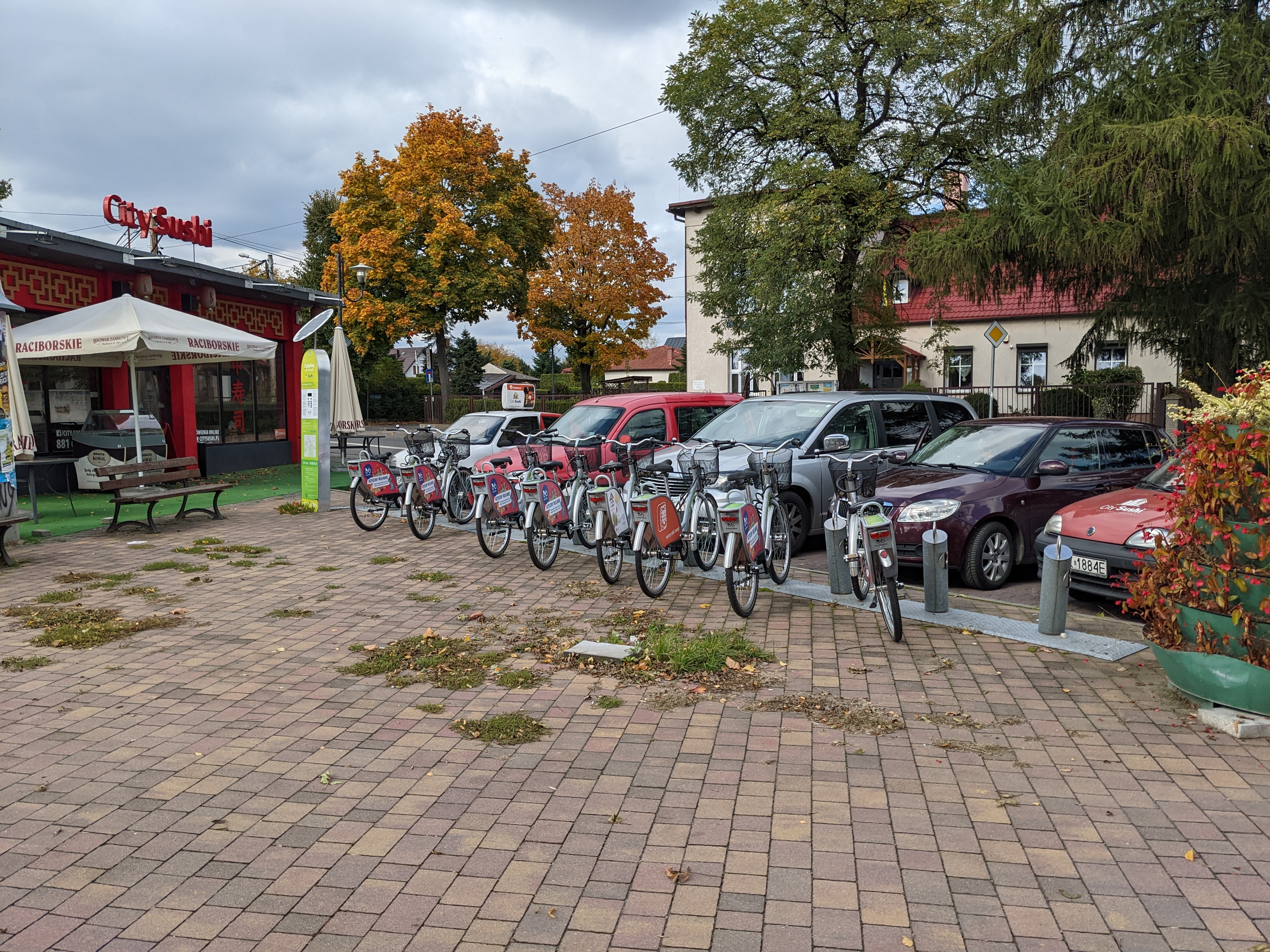
Grota-Roweckiego / Stellera
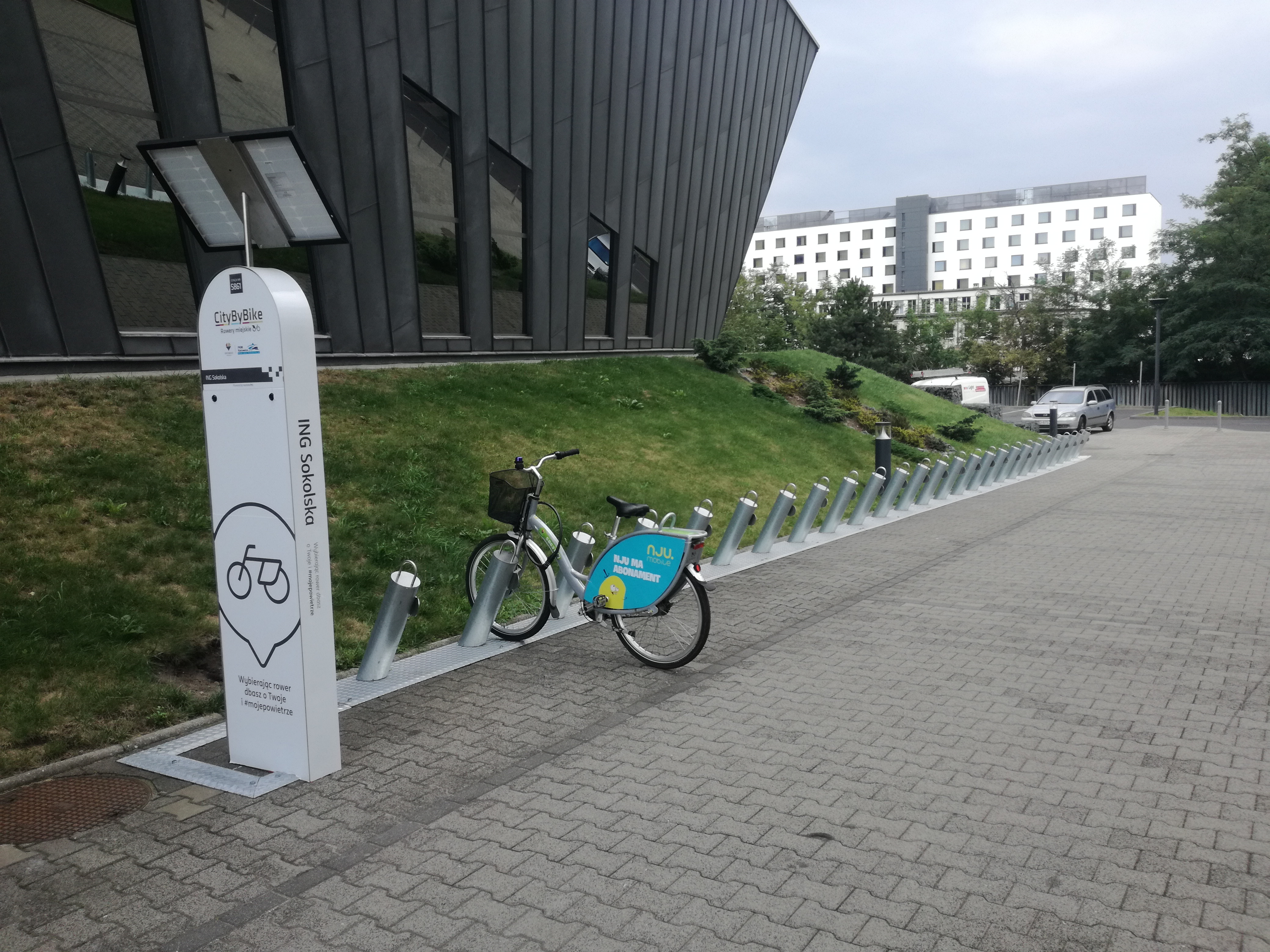
ING Sokolska
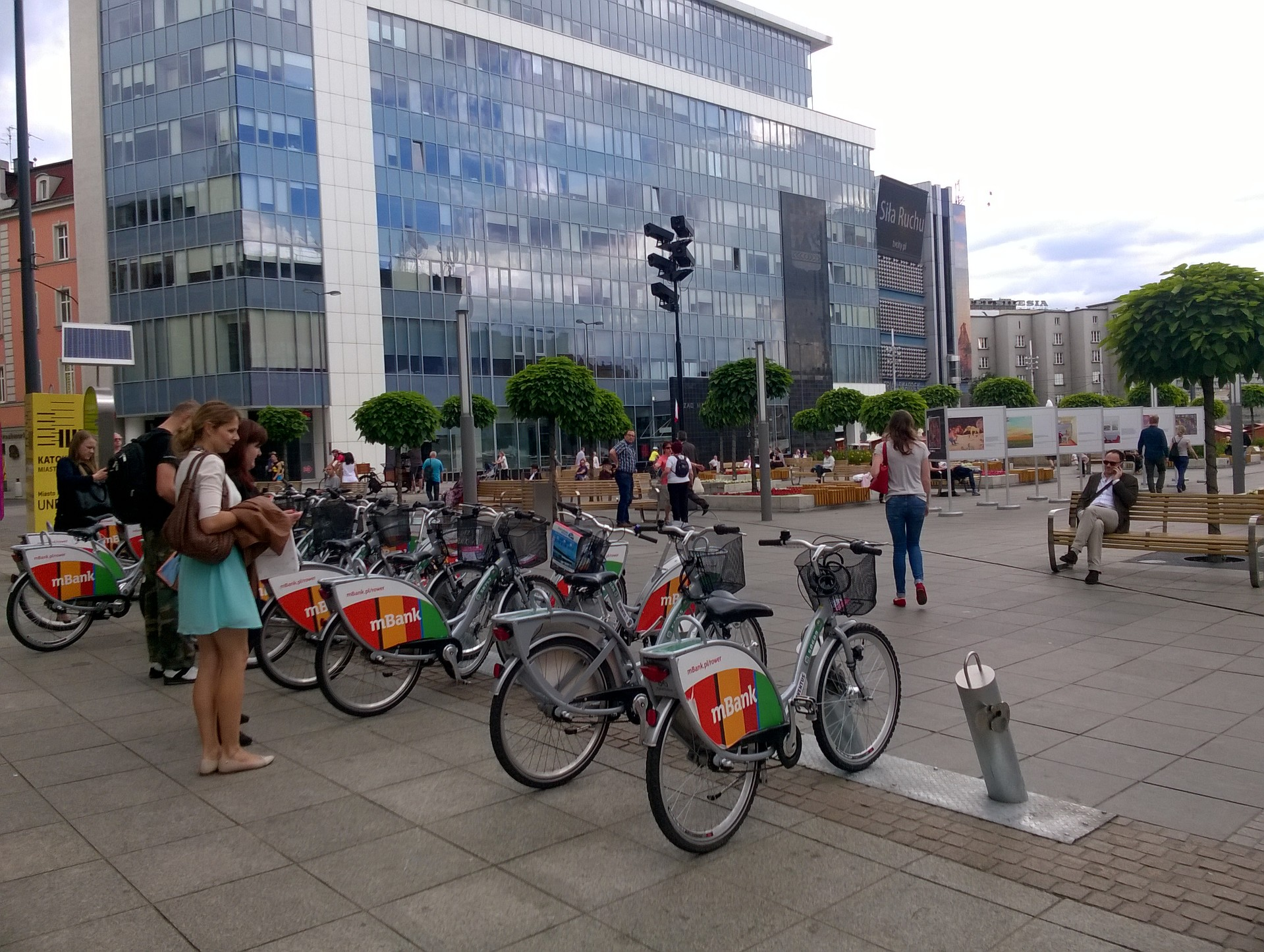
Katowice Rynek
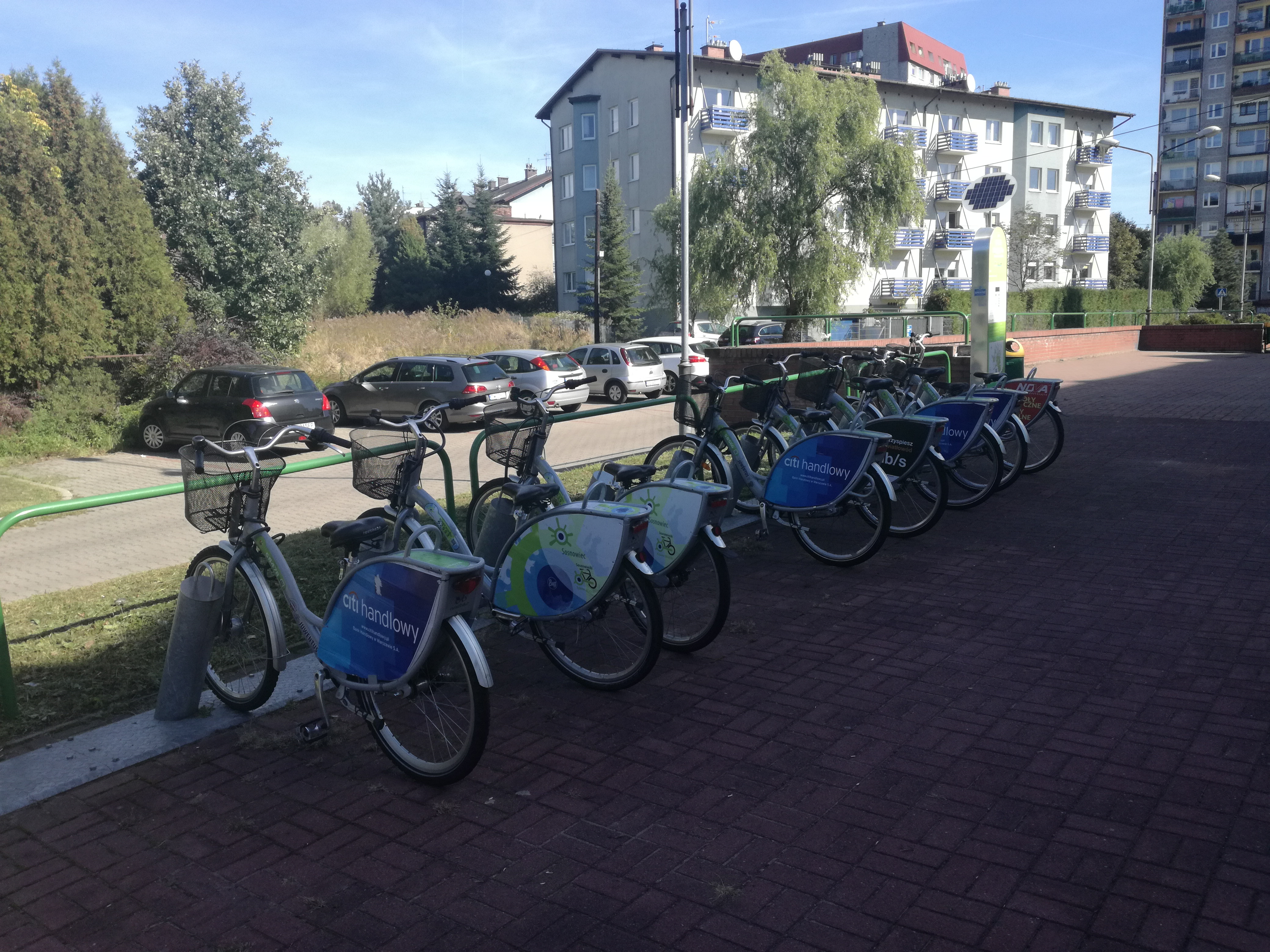
Kokociniec SP nr 67
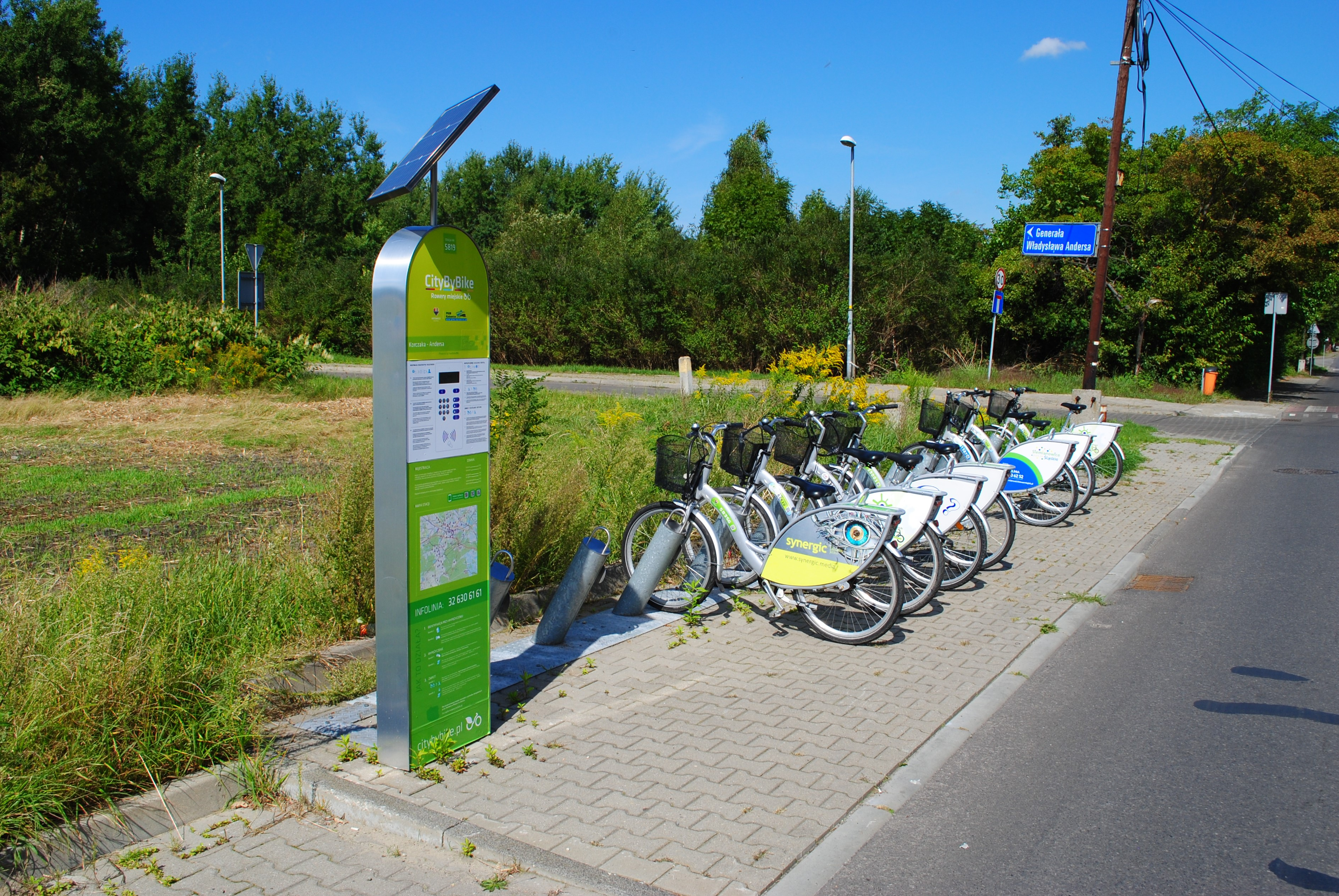
Korczaka – Andersa
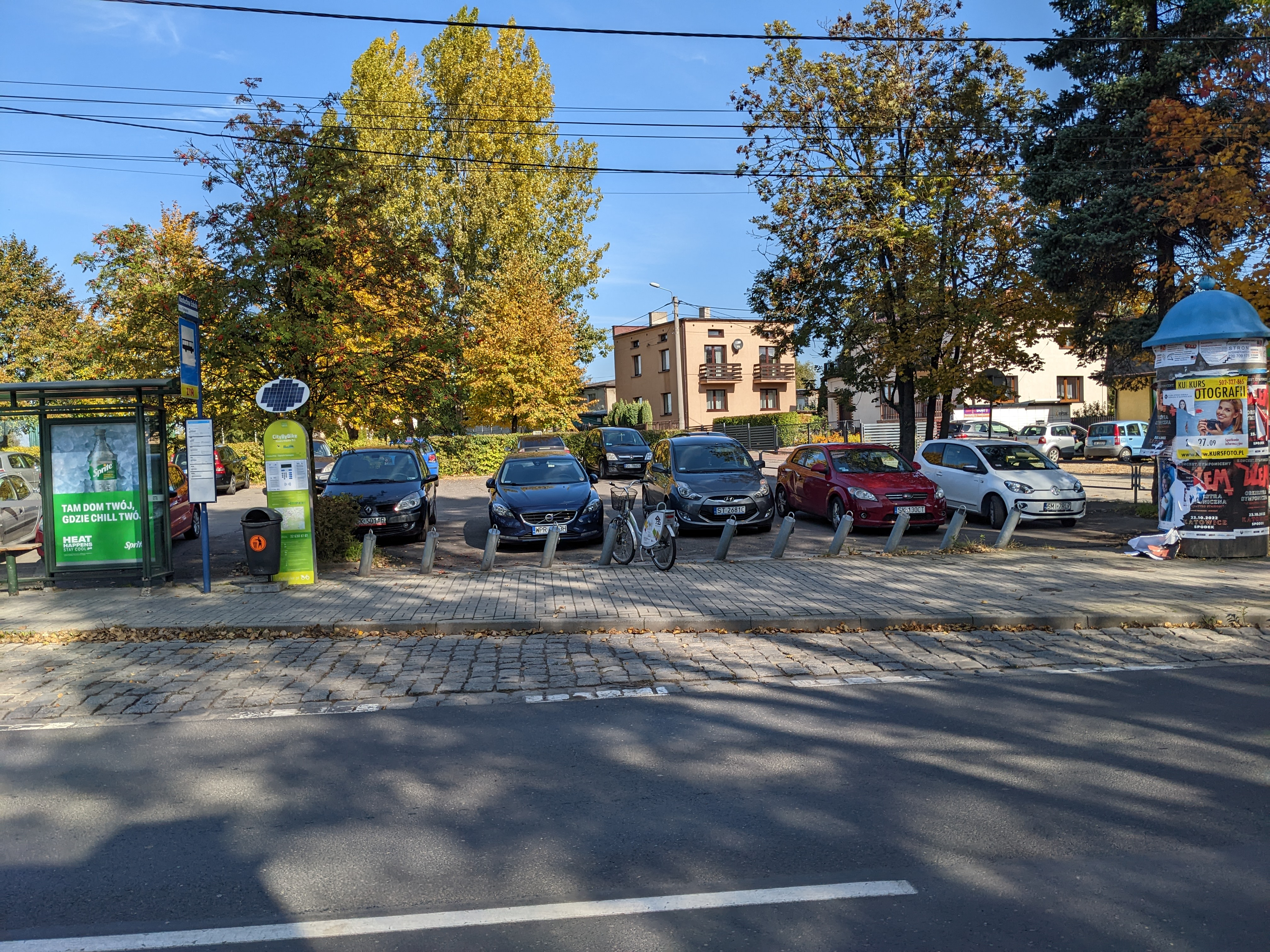
Kostuchna – Szarych Szeregów
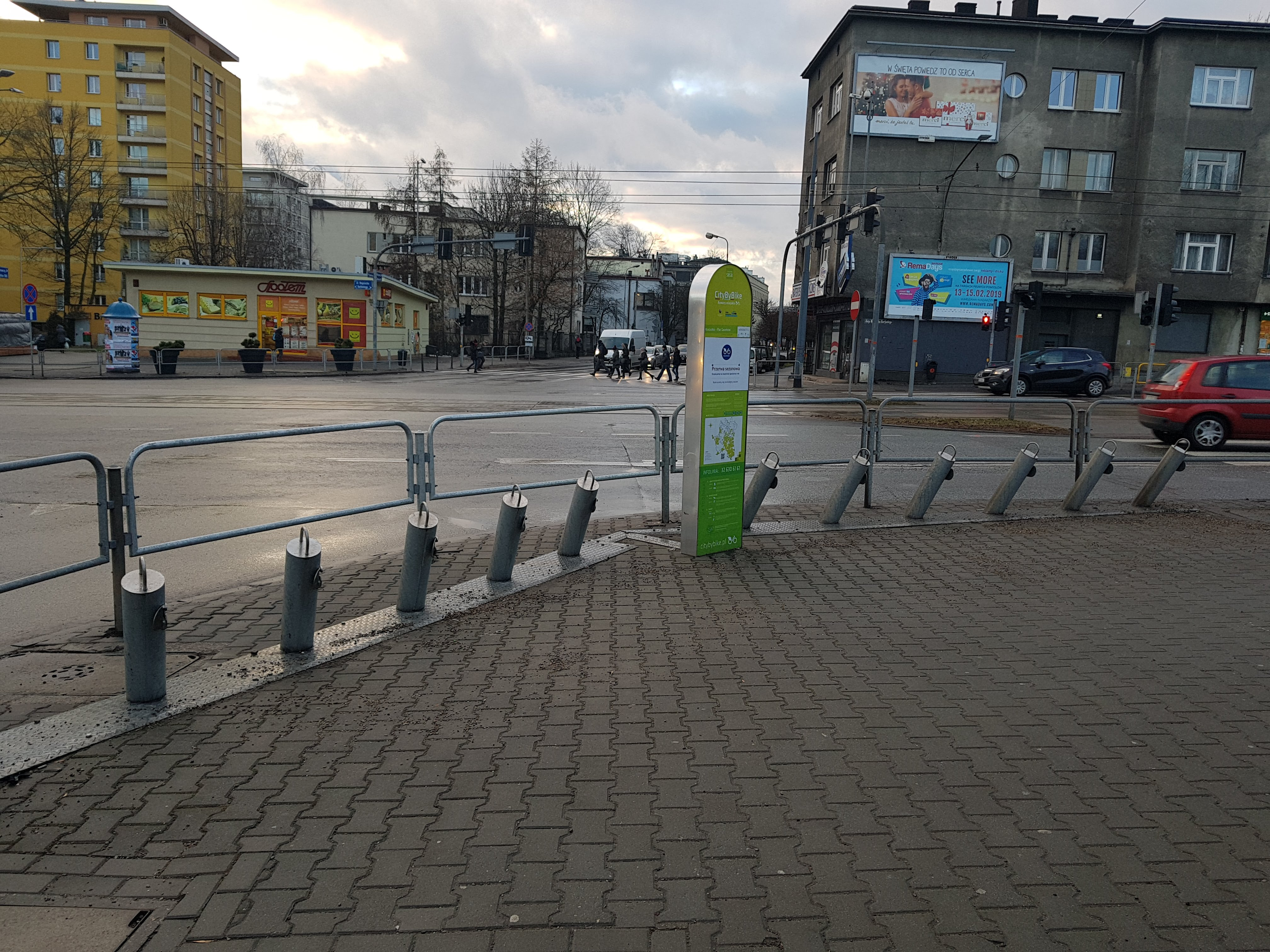
Koszutka – Plac Gwarków
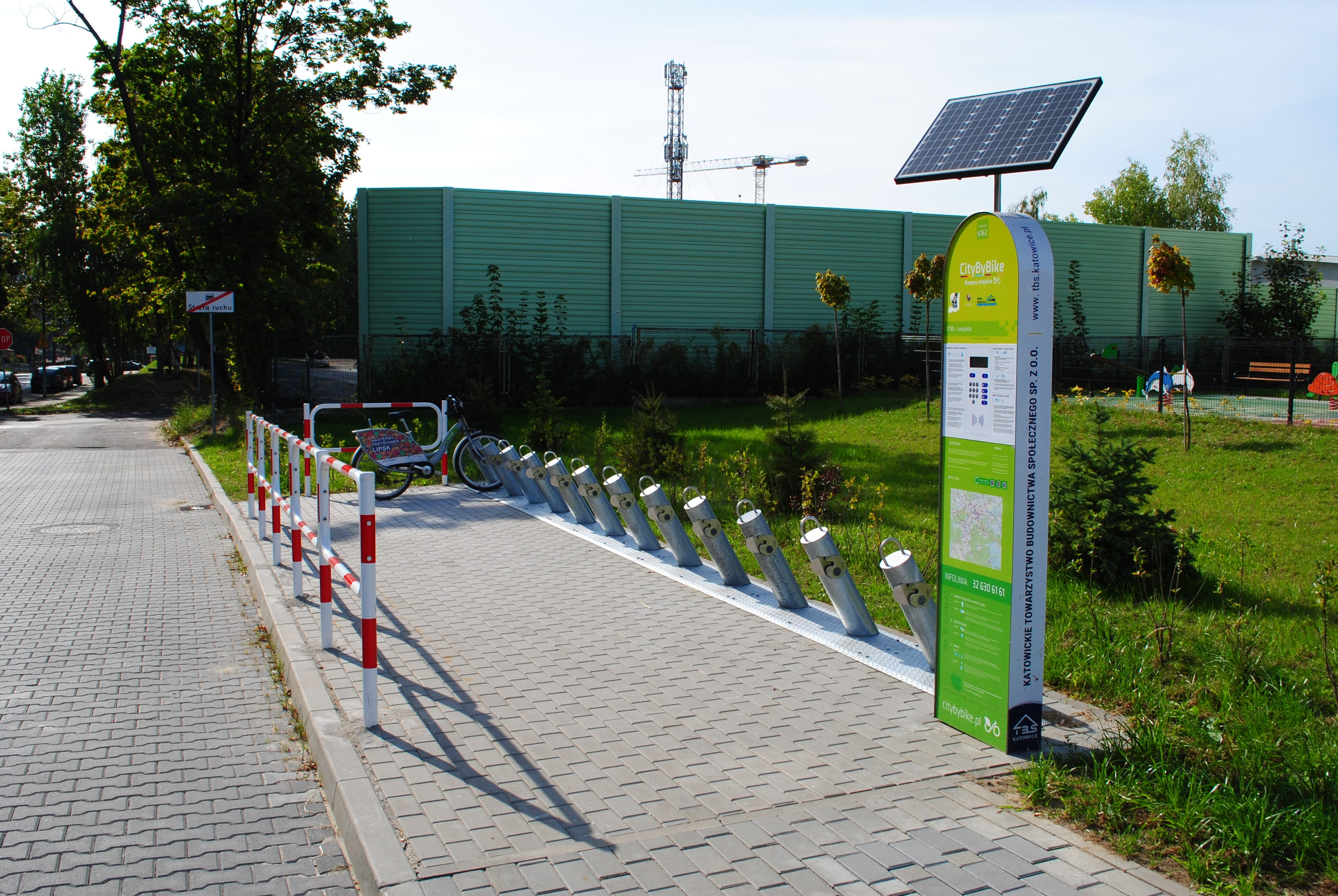
KTBS – Leopolda
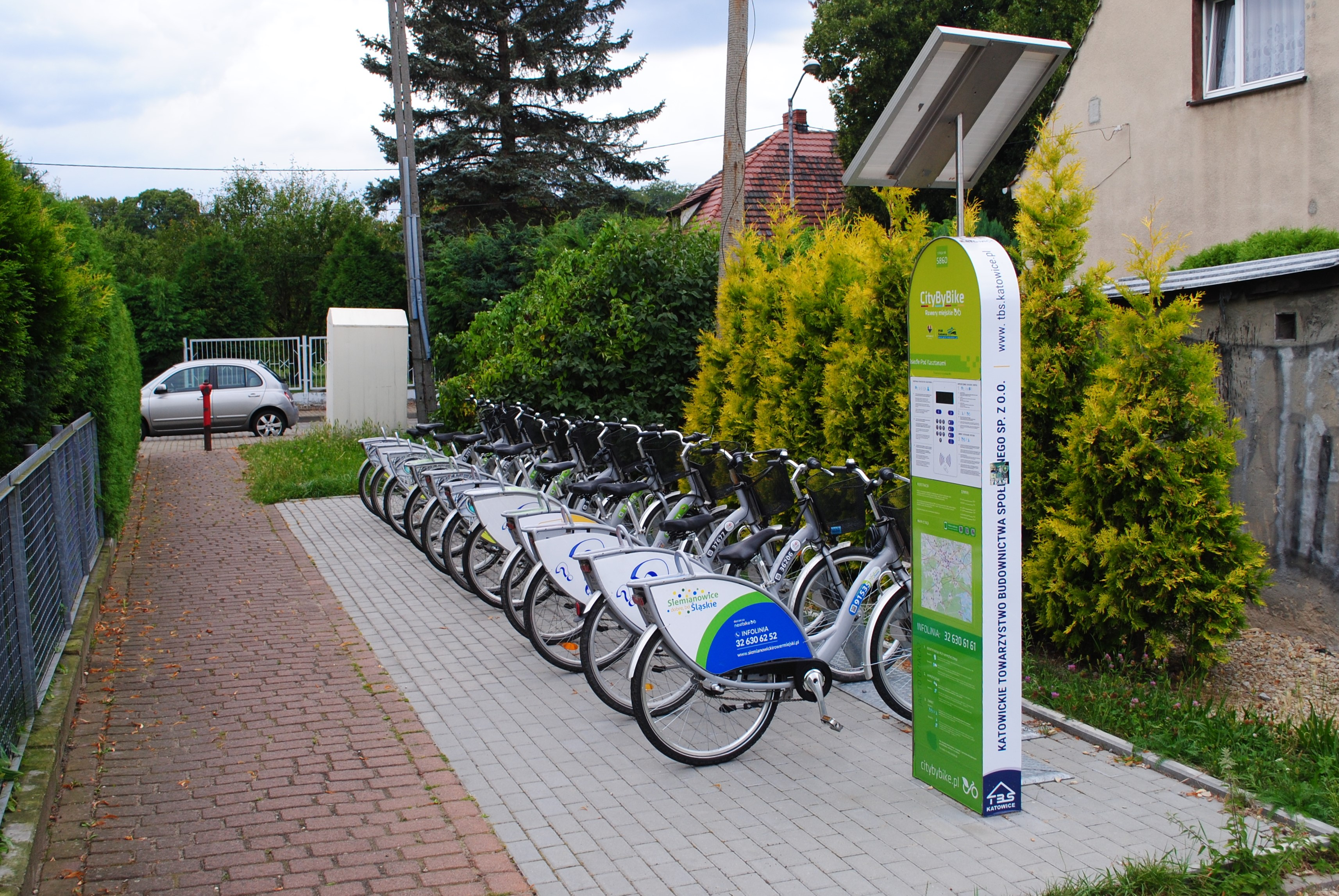
KTBS – Osiedle Pod Kasztanami
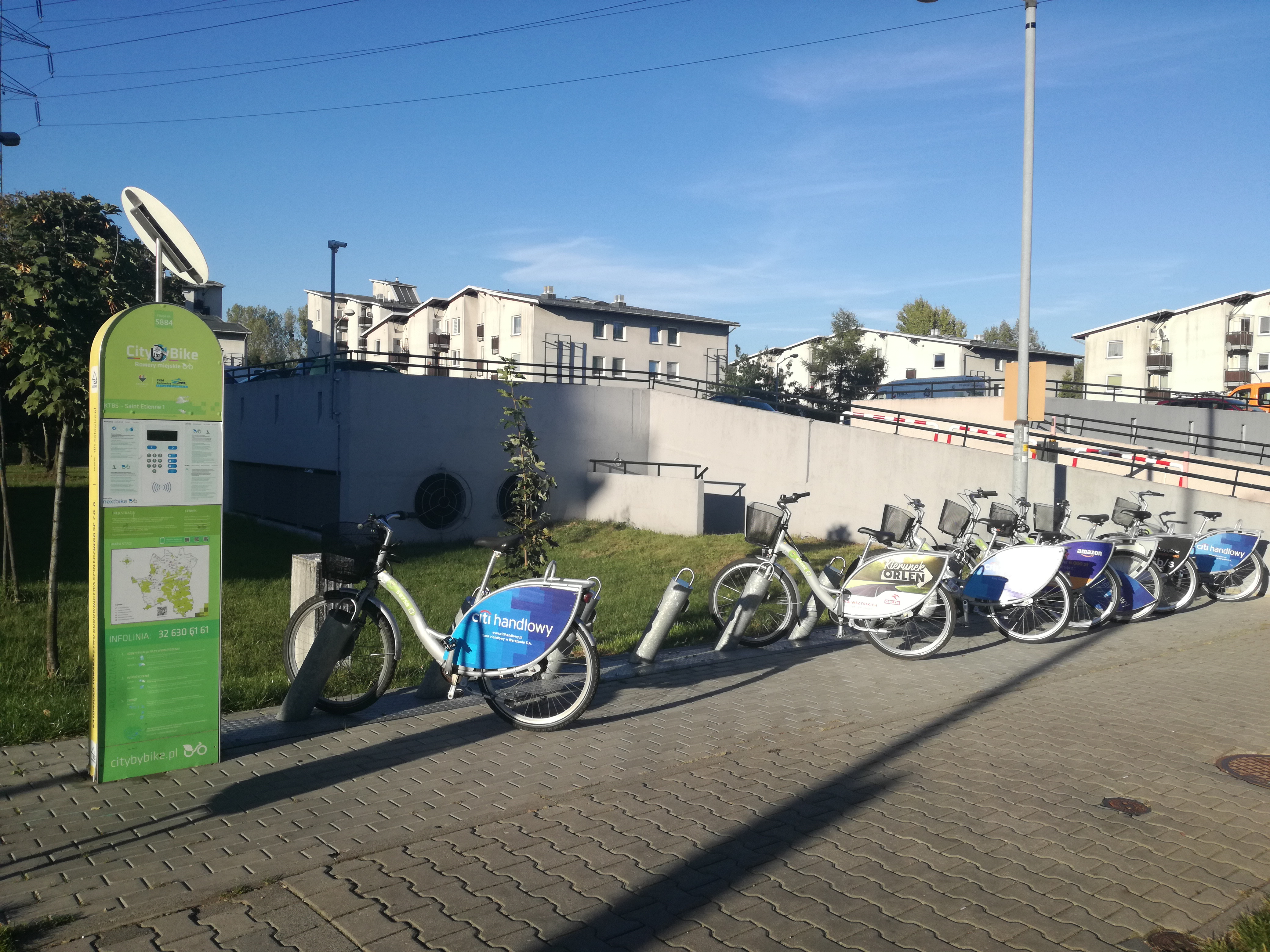
KTBS – Saint Etienne 1
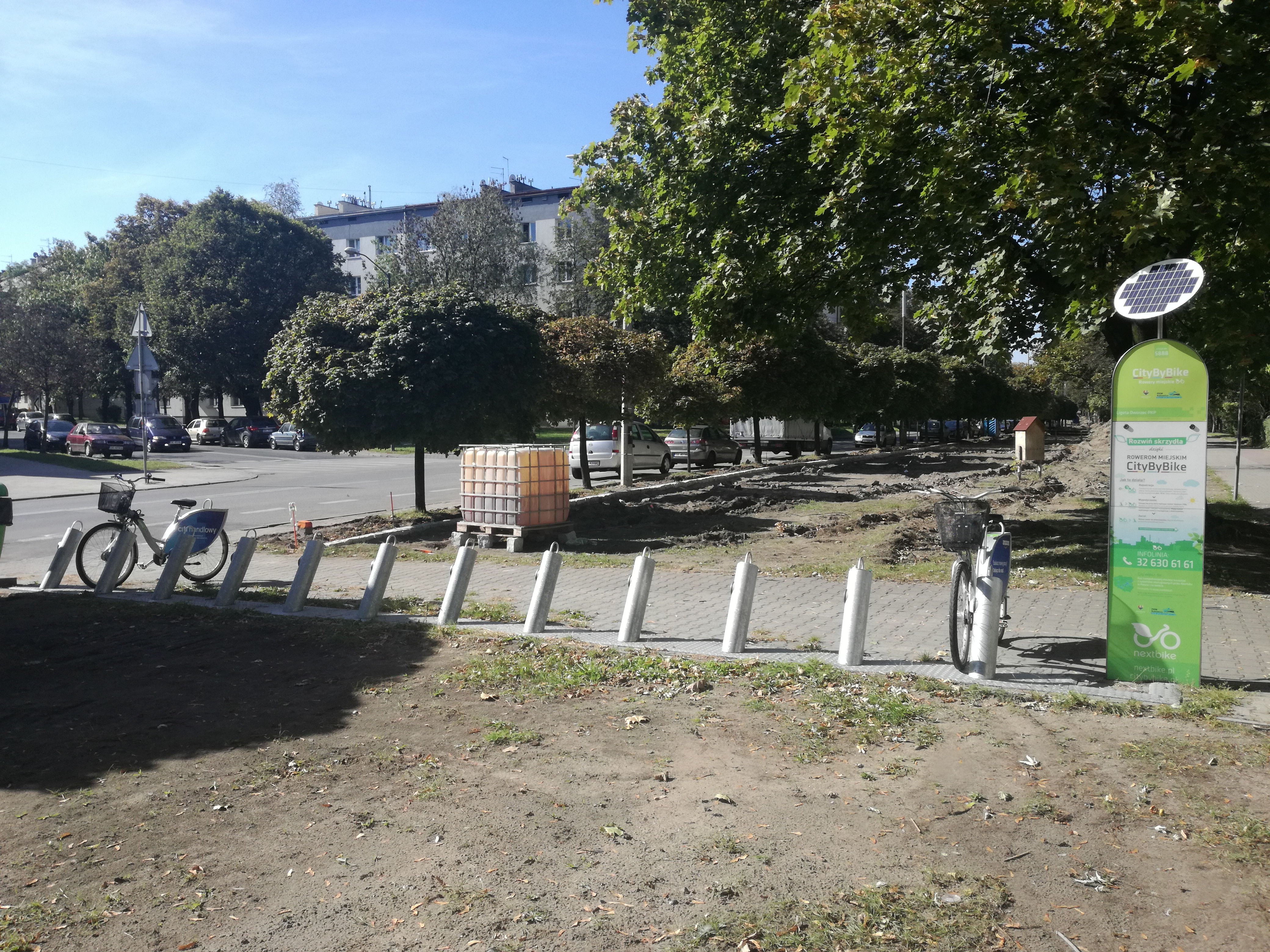
Ligota Dworzec PKP
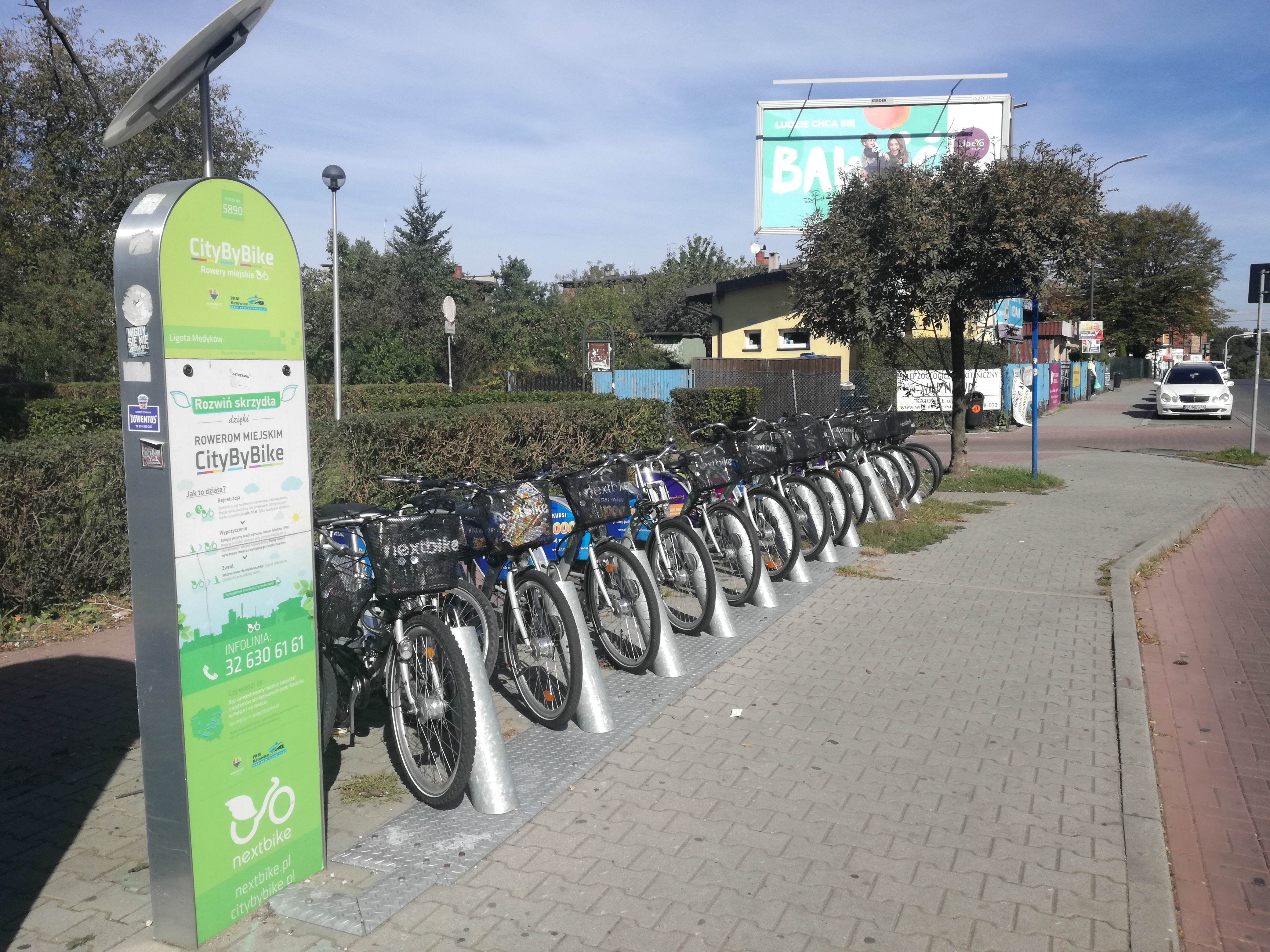
Ligota Medyków
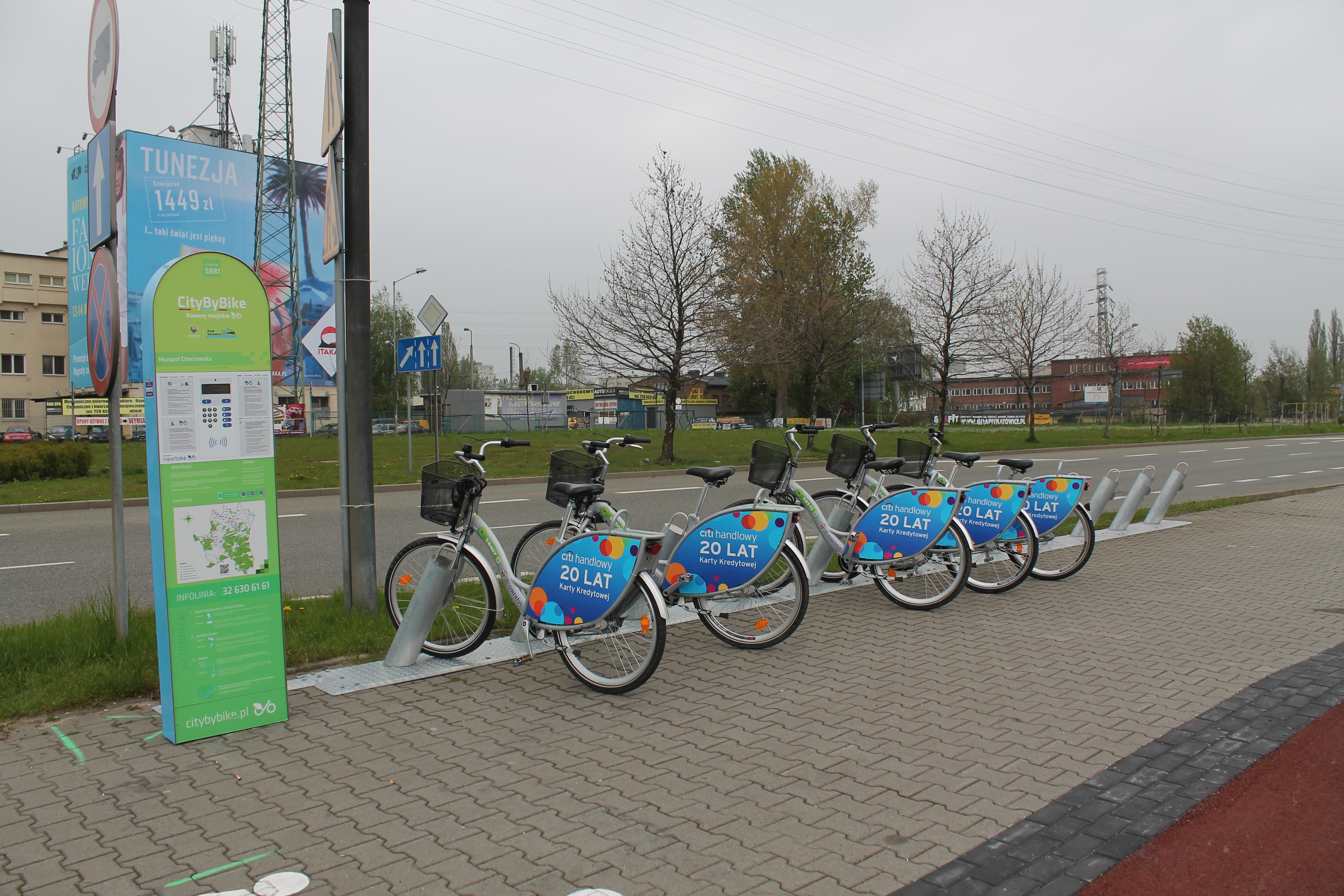
Murapol Chorzowska
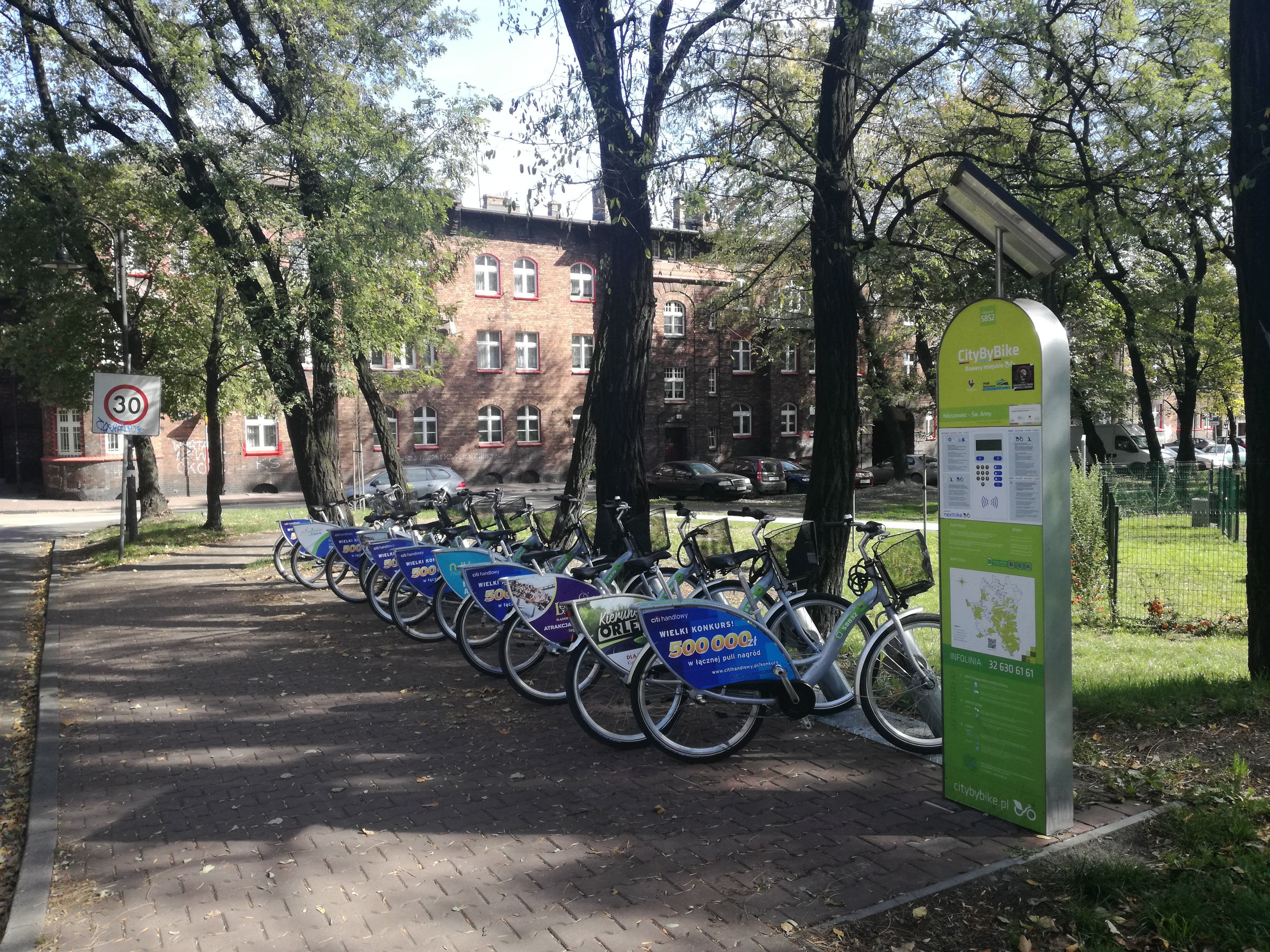
Nikiszowiec – Św. Anny
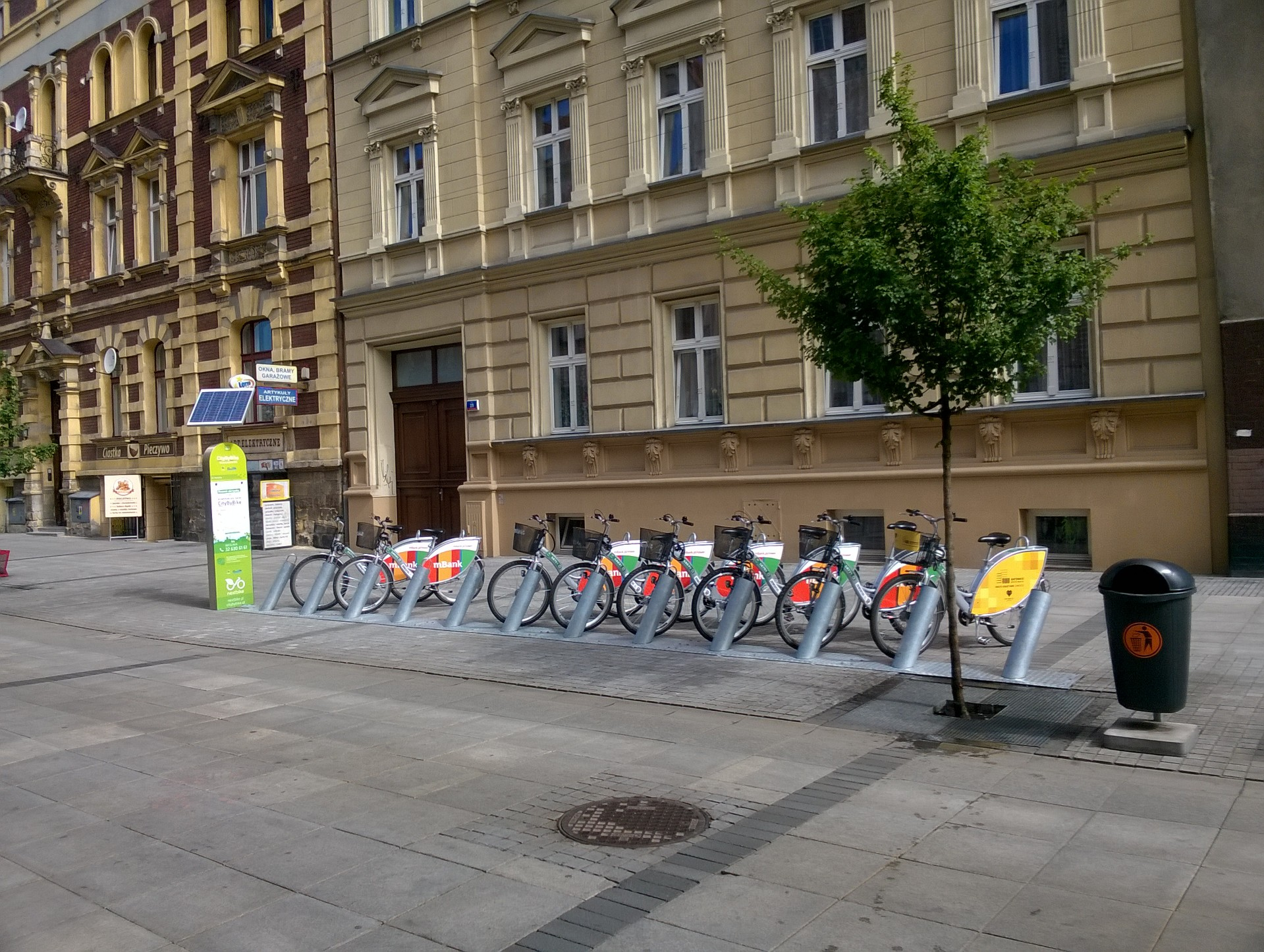
Murapol Mariacka
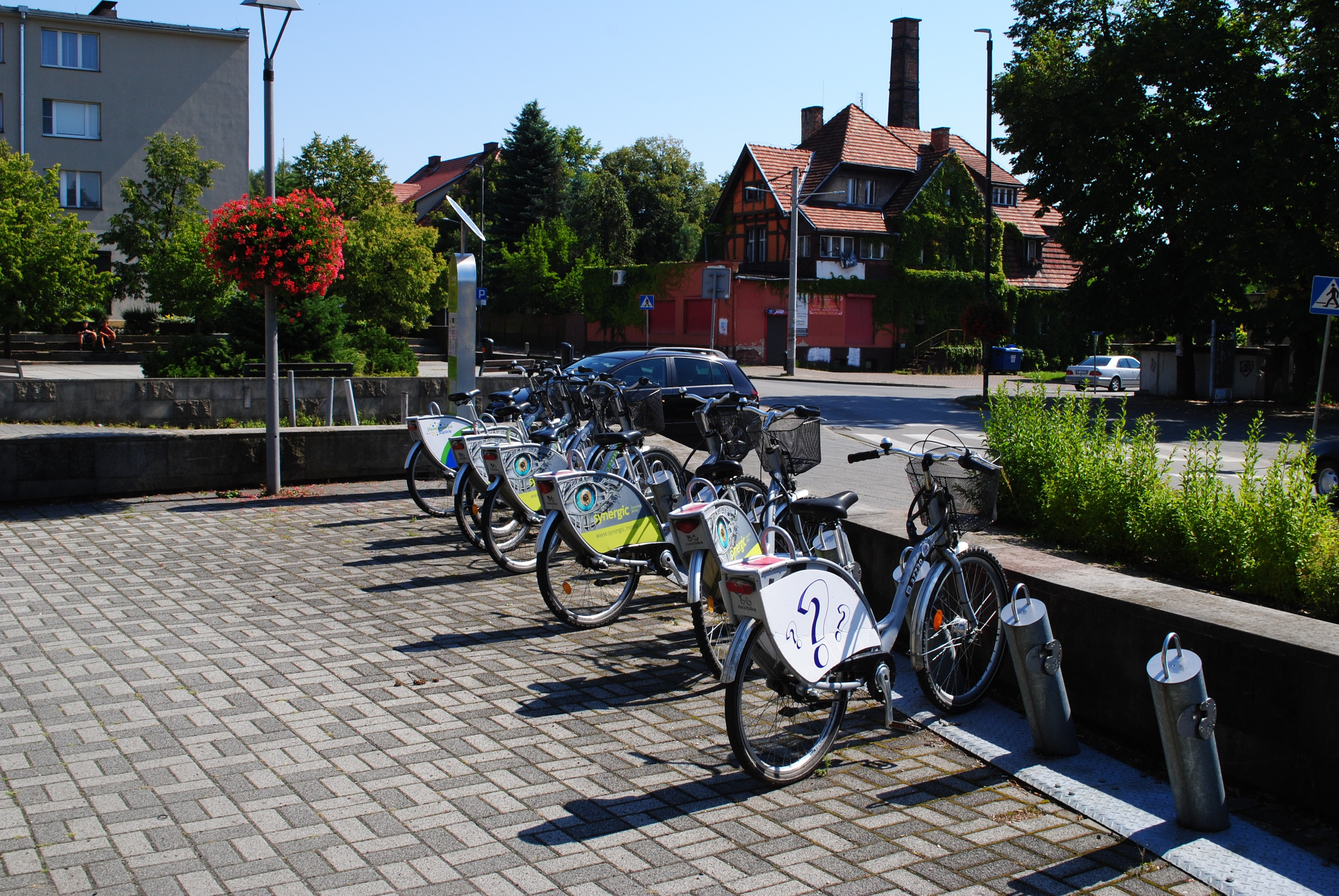
Murcki – Rynek Murckowski
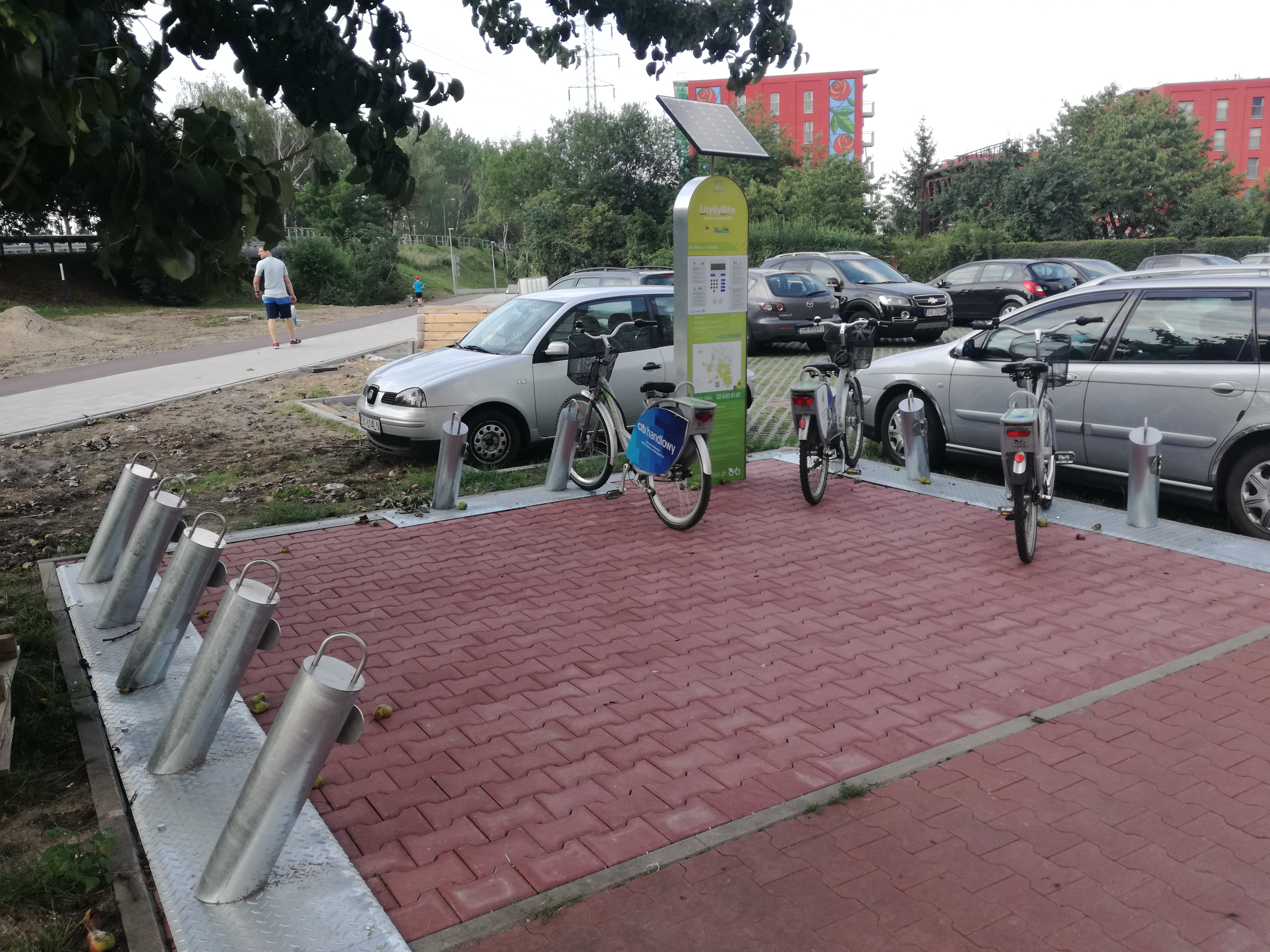
Os. Witosa – ul. Rataja
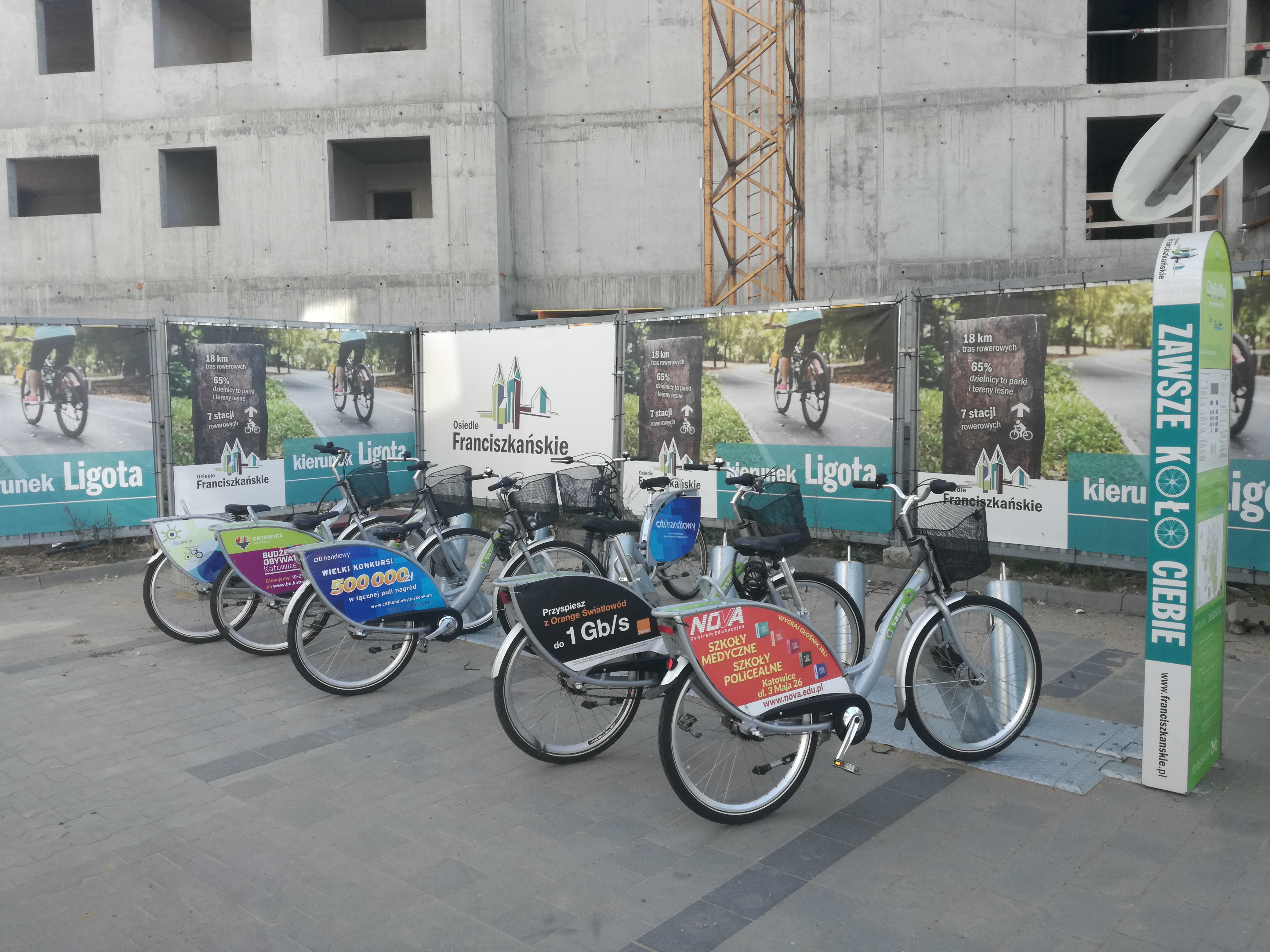
Osiedle Franciszkańskie
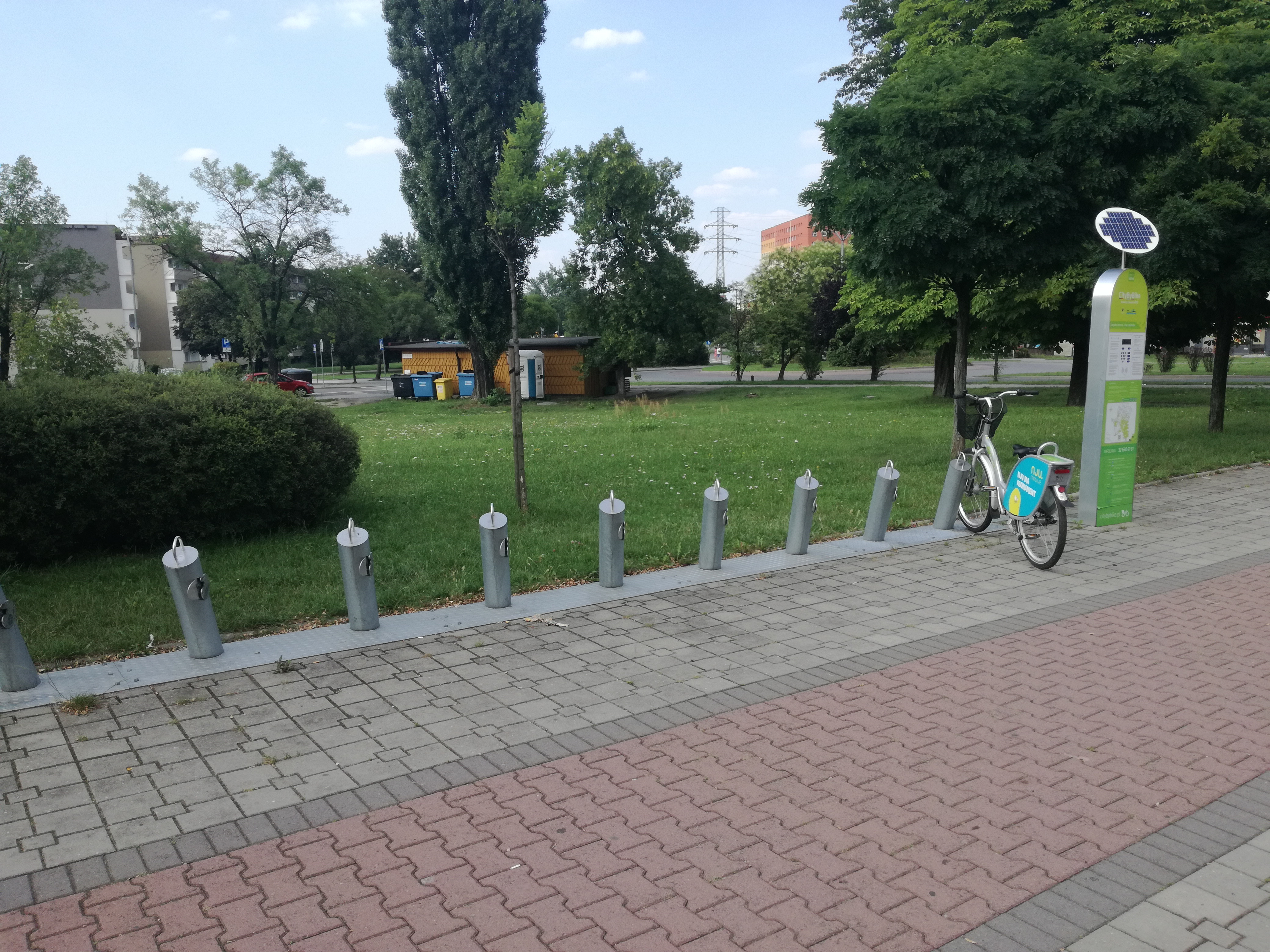
Osiedle Witosa – Plac Herberta
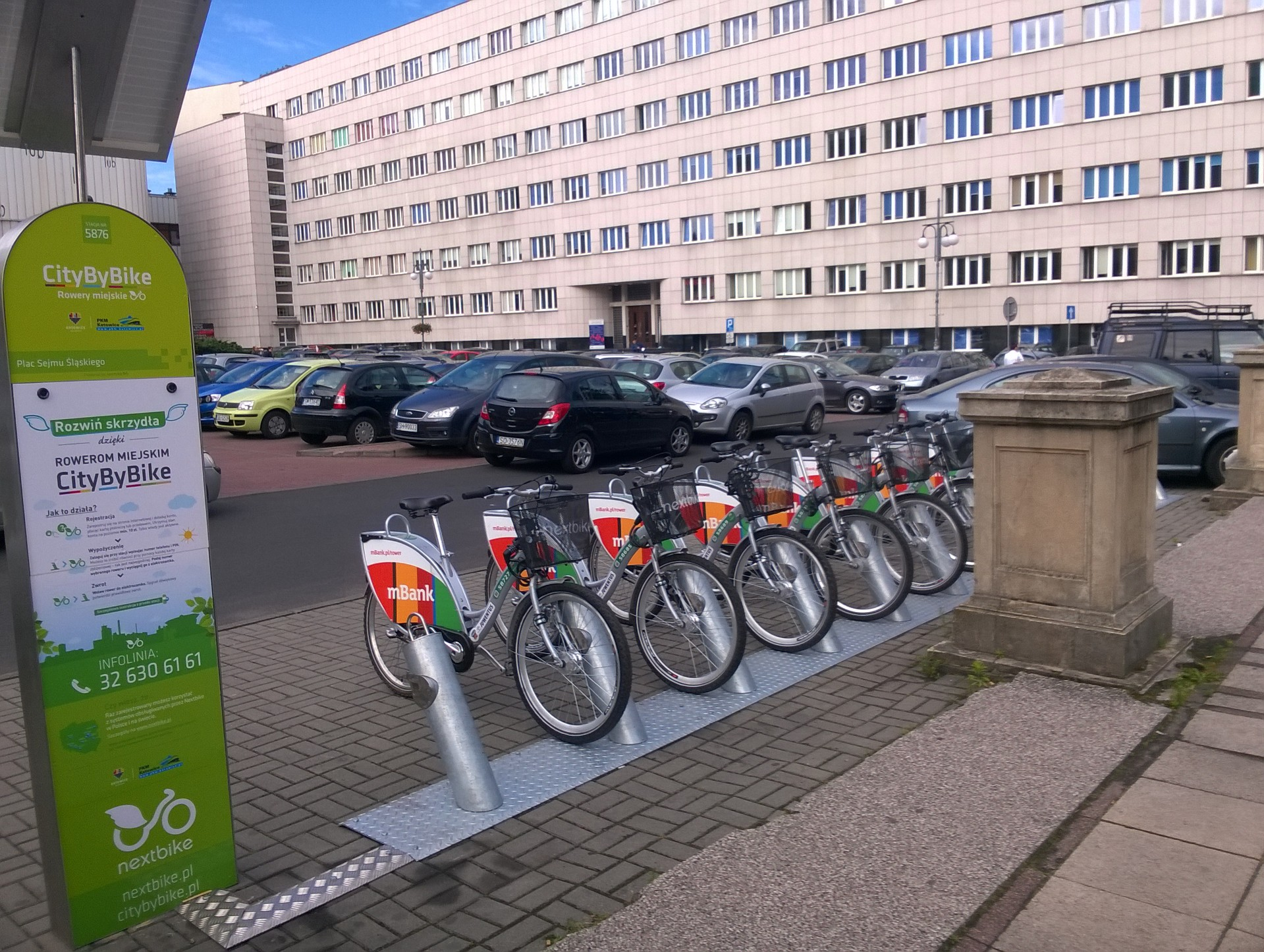
Plac Sejmu Śląskiego
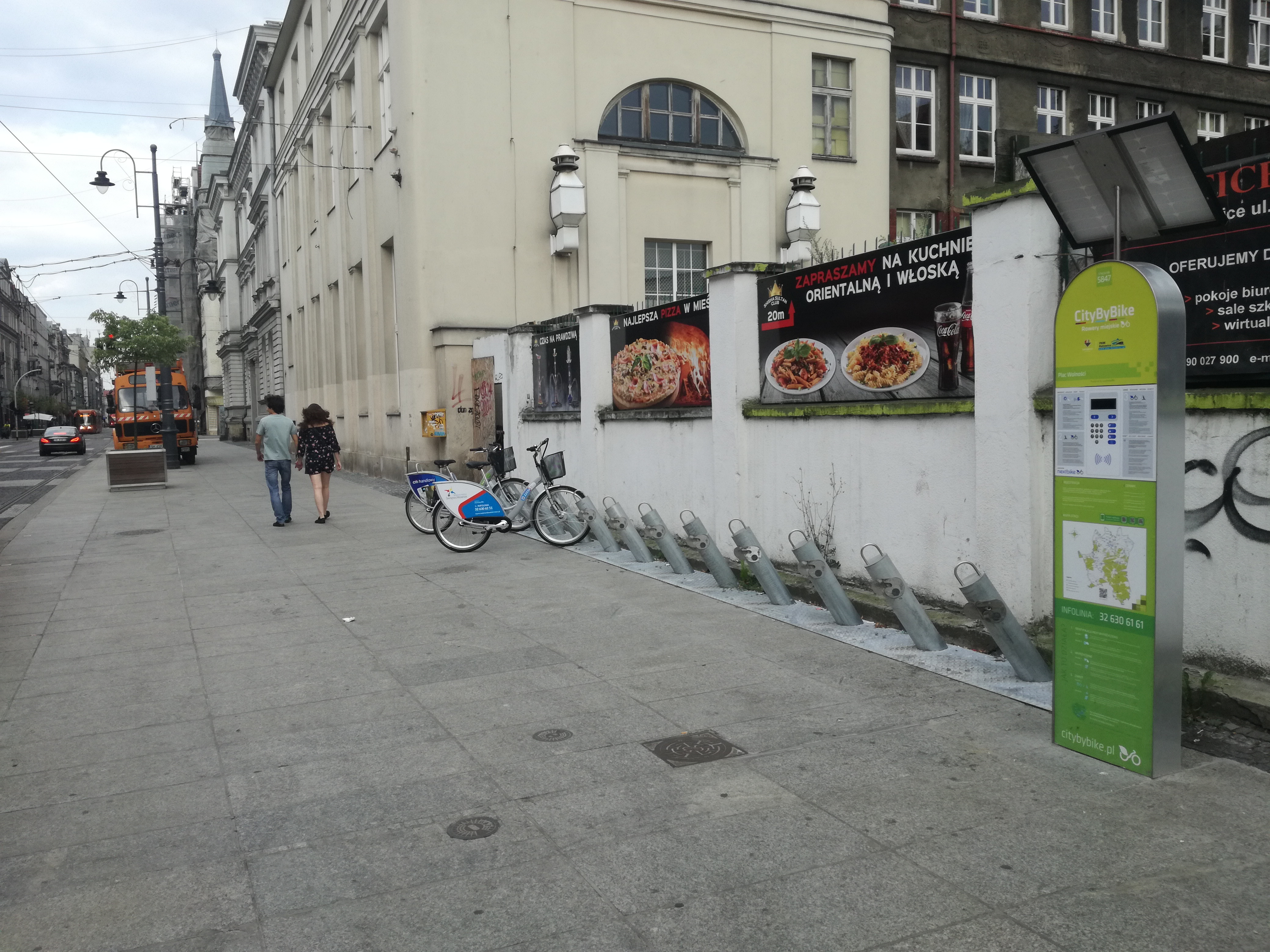
Plac Wolności
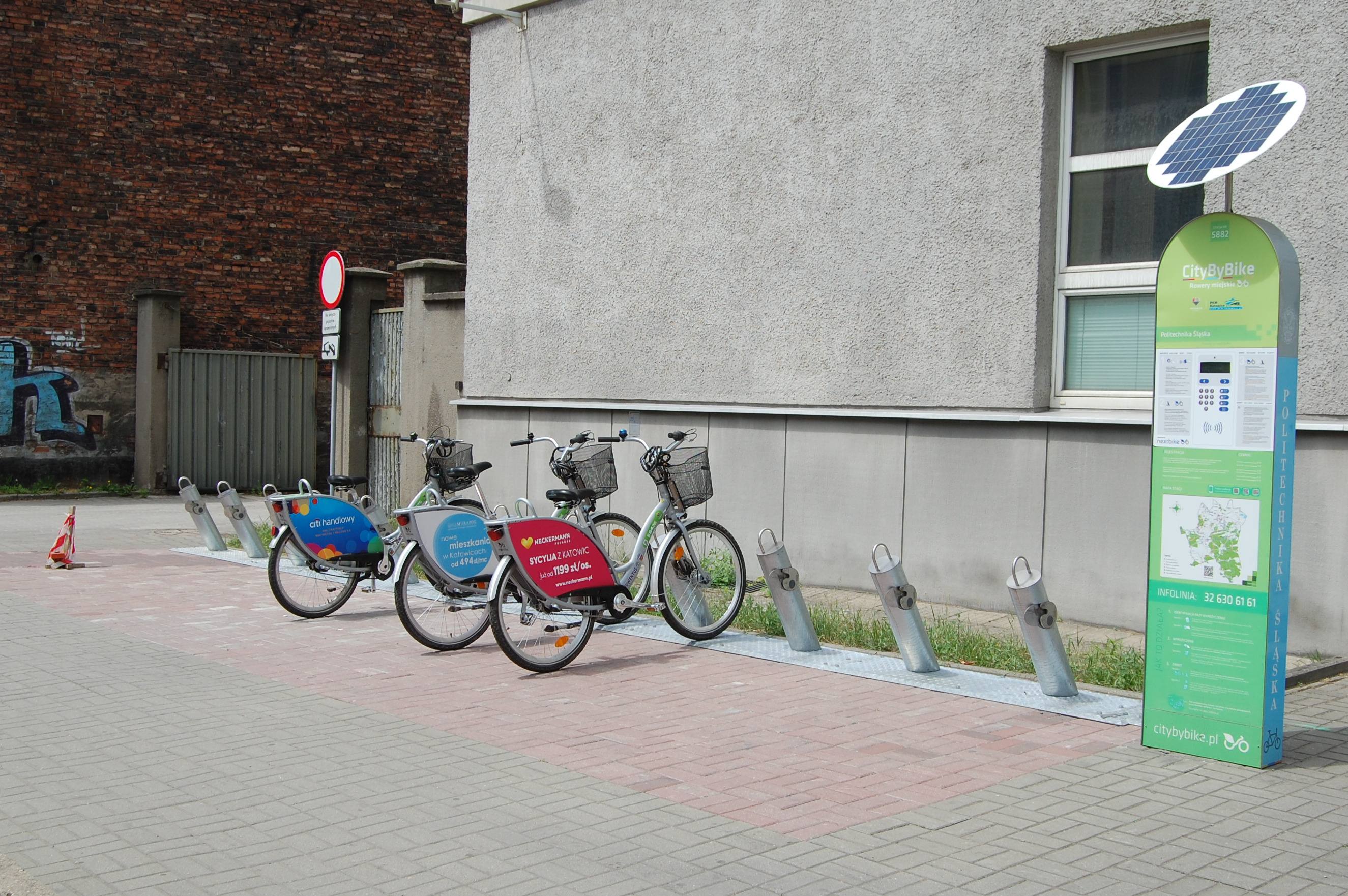
Politechnika Śląska
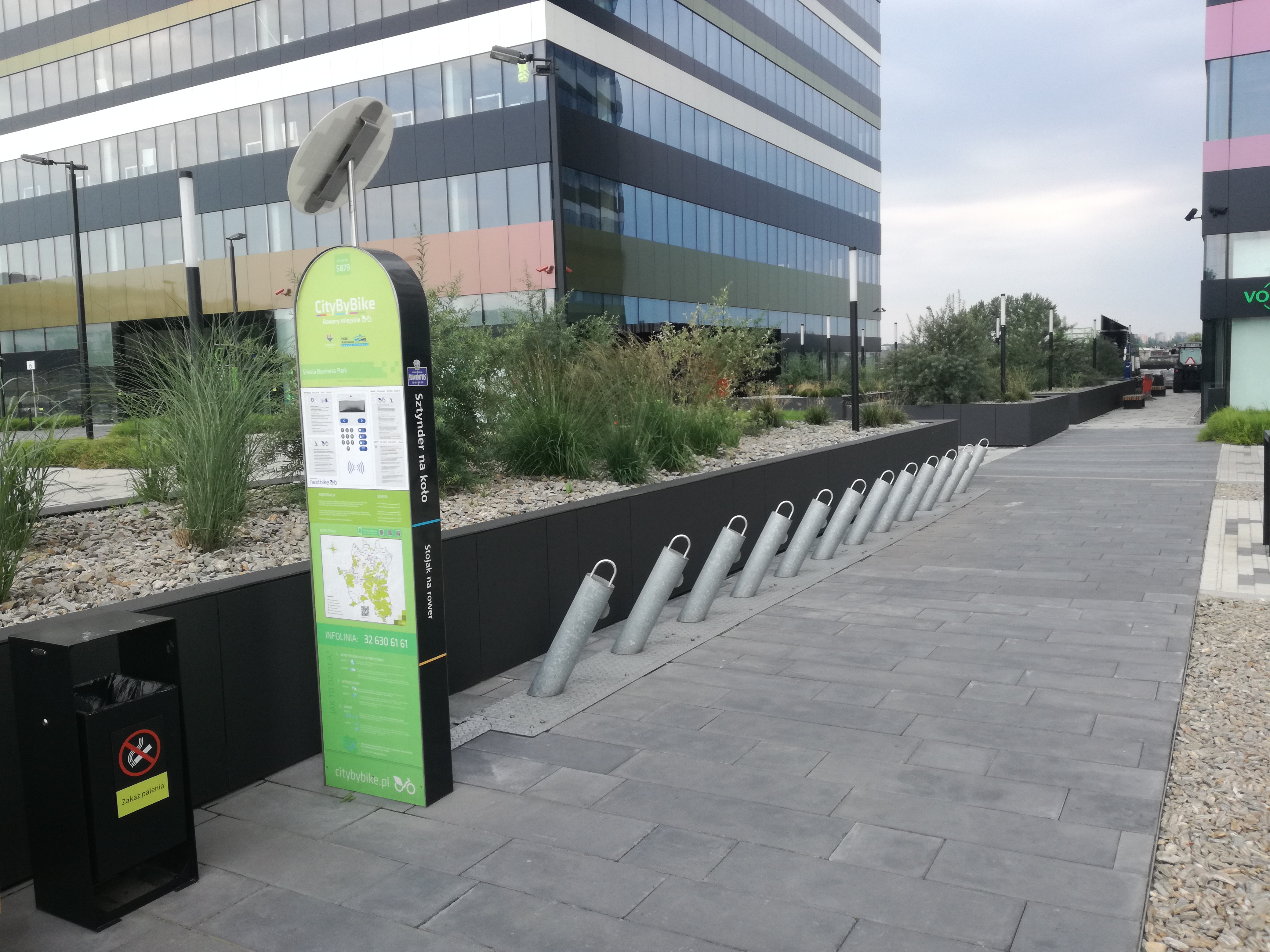
Silesia Business Park
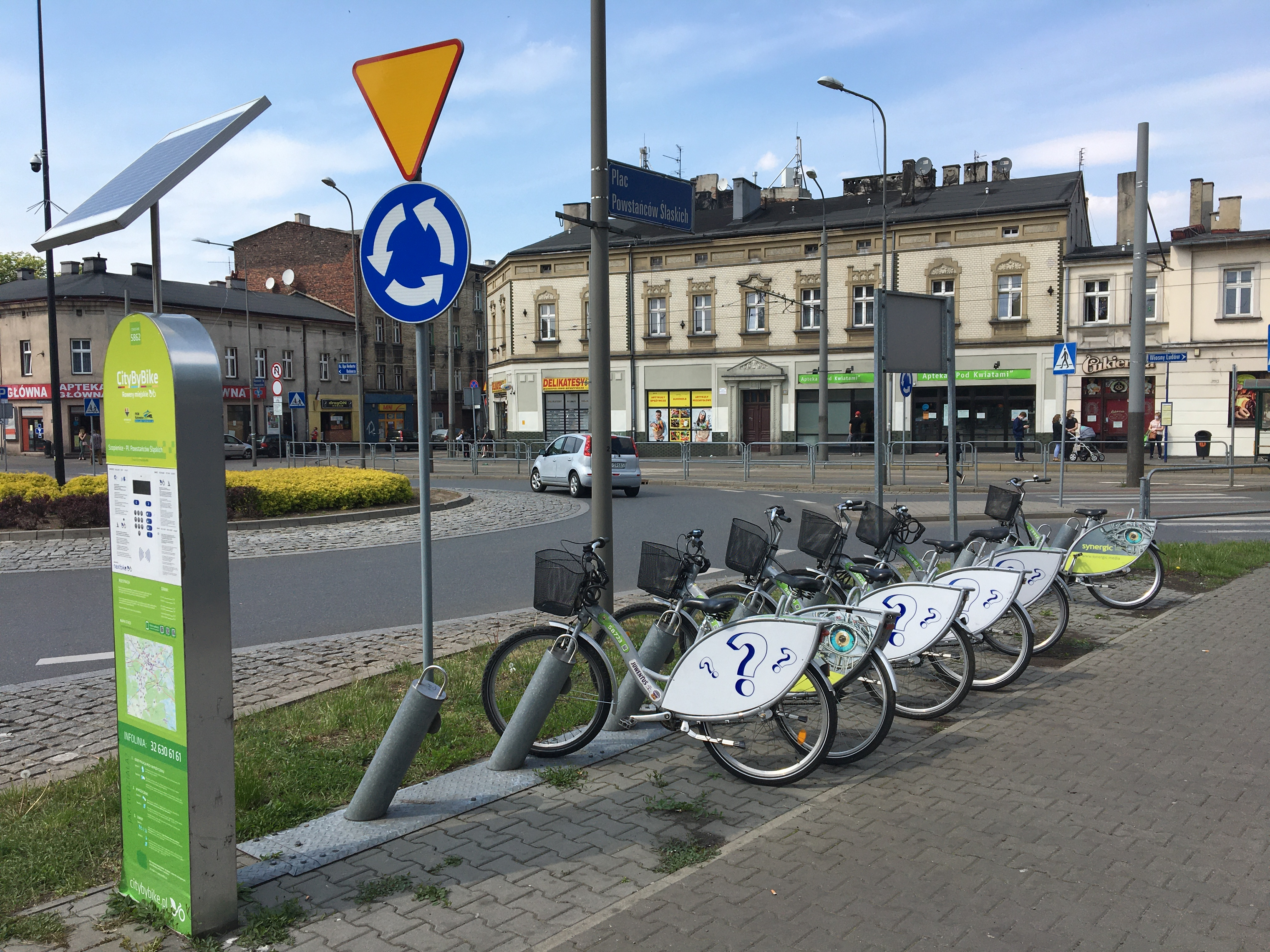
Szopienice – Plac Powstańców Śląskich
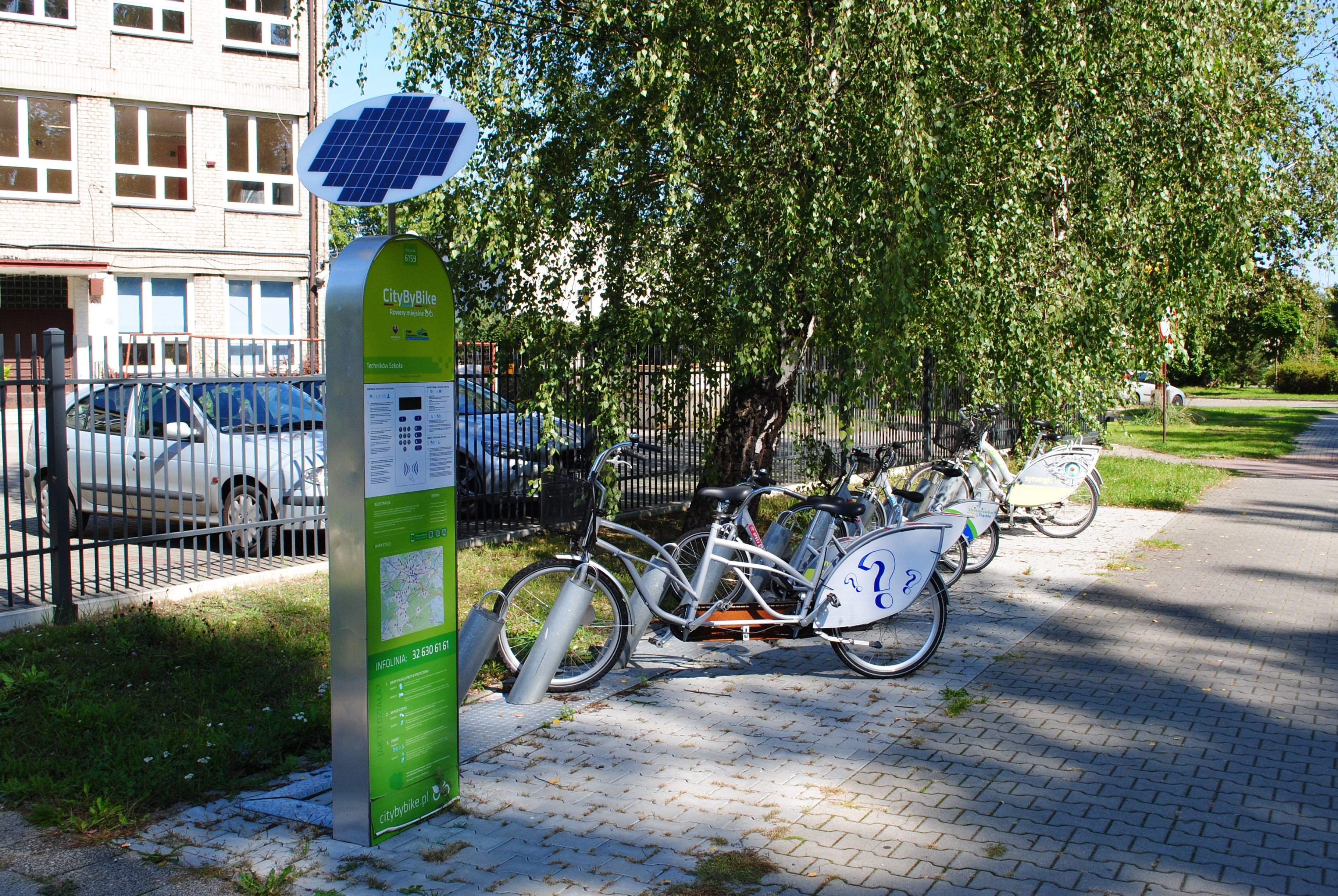
Techników
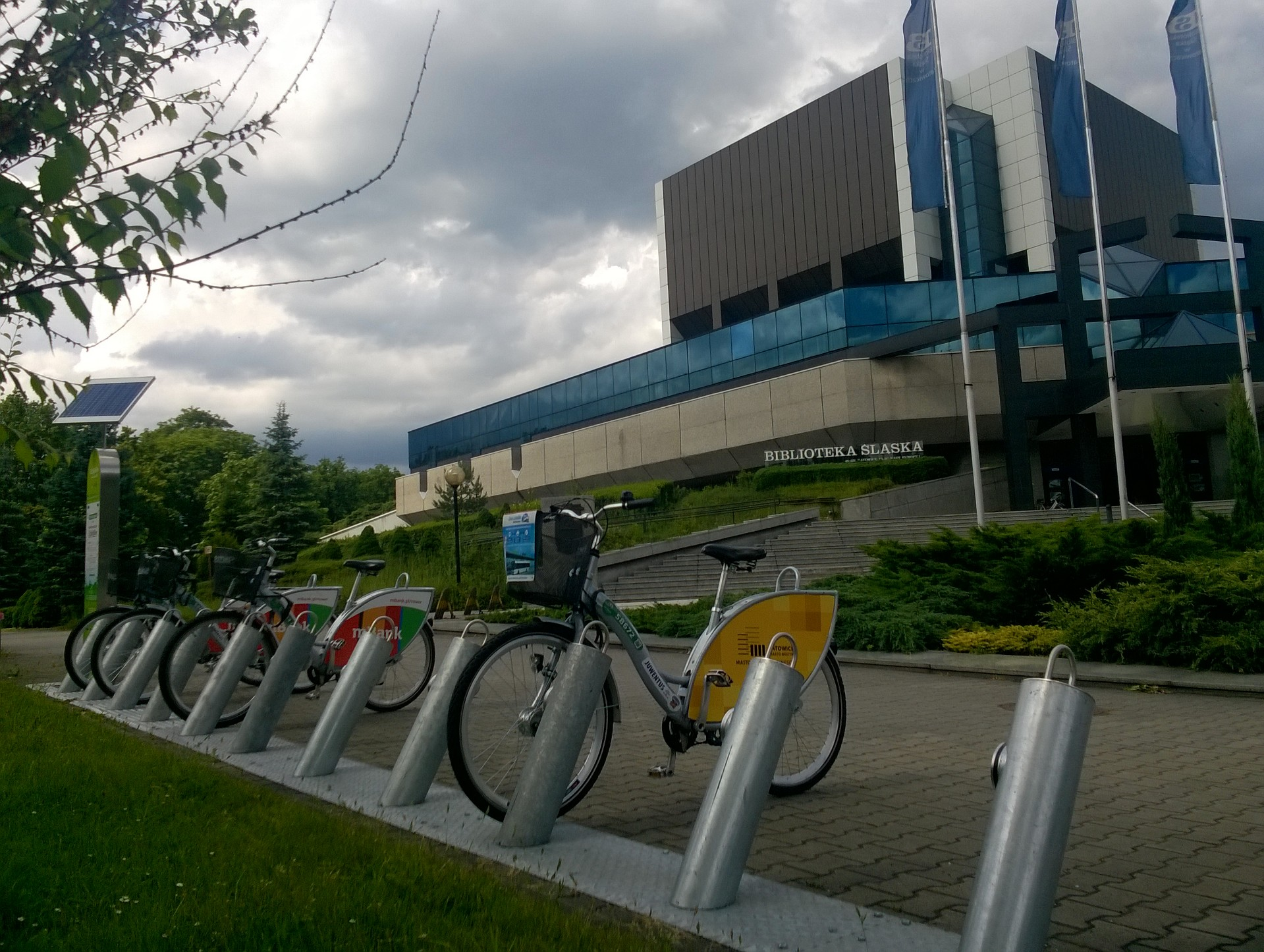
Ul. Powstańców – Biblioteka Śląska
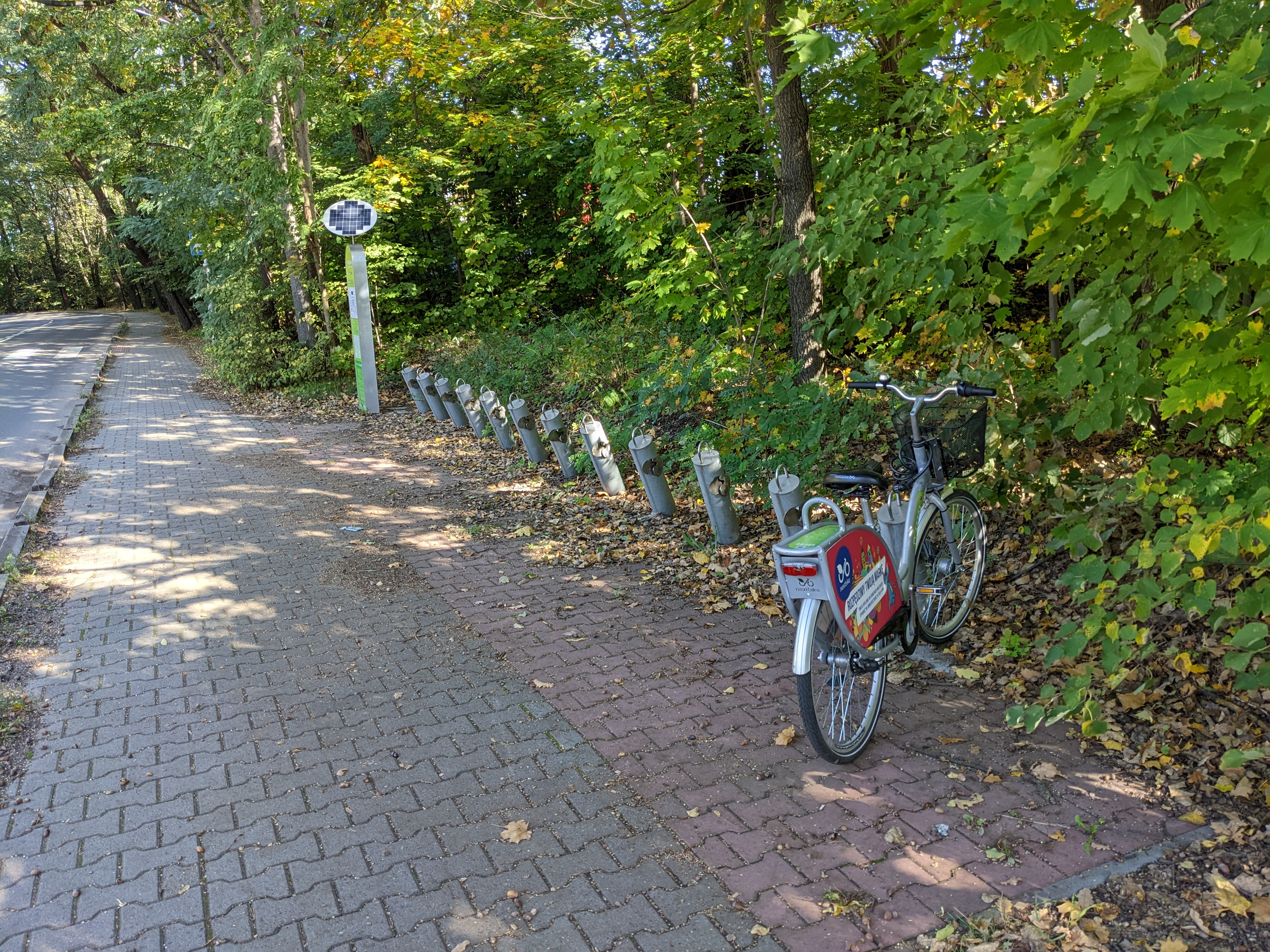
Uniczowska – PKP
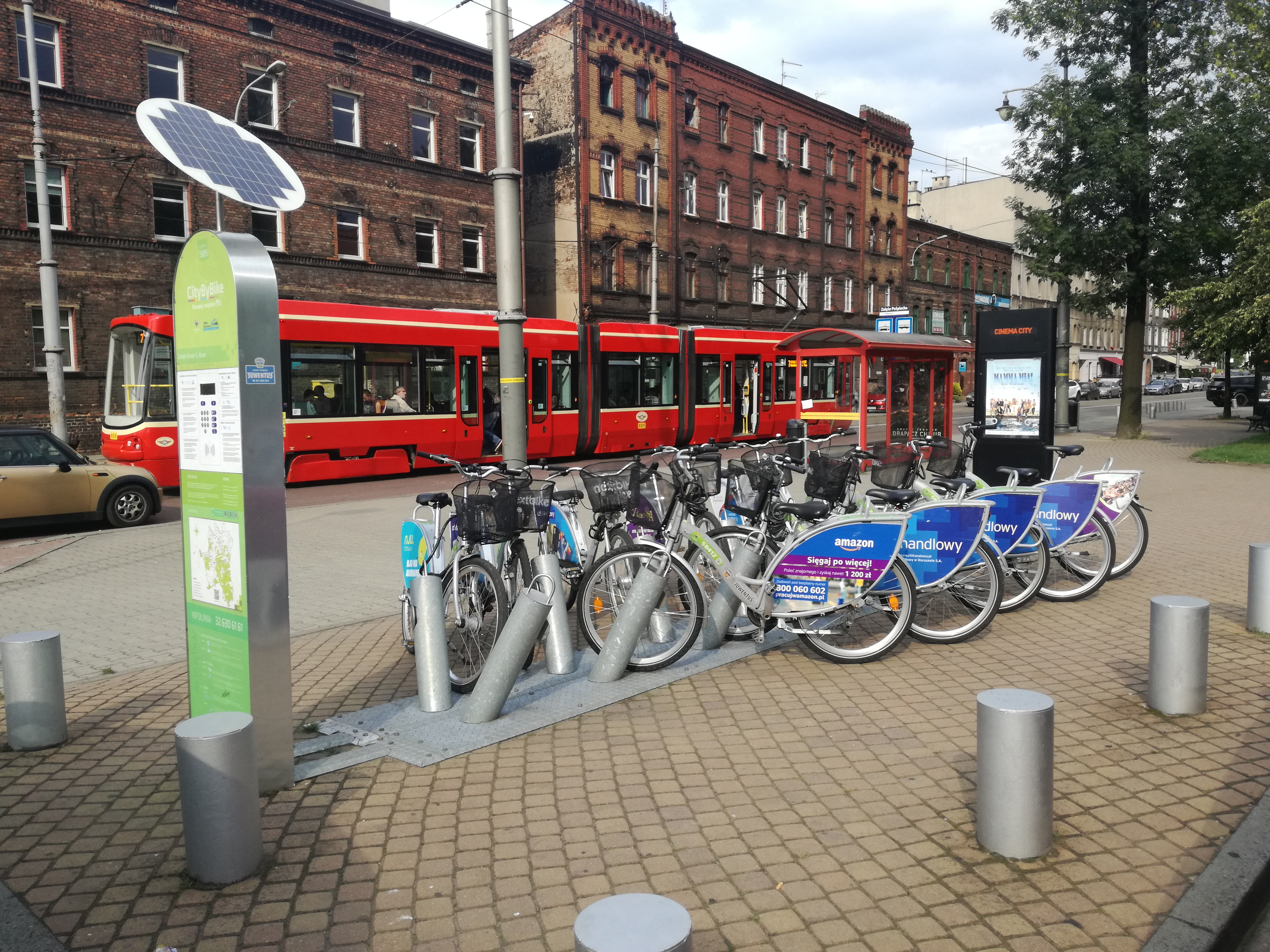
Załęże Skwer S. Barei

## Rowery

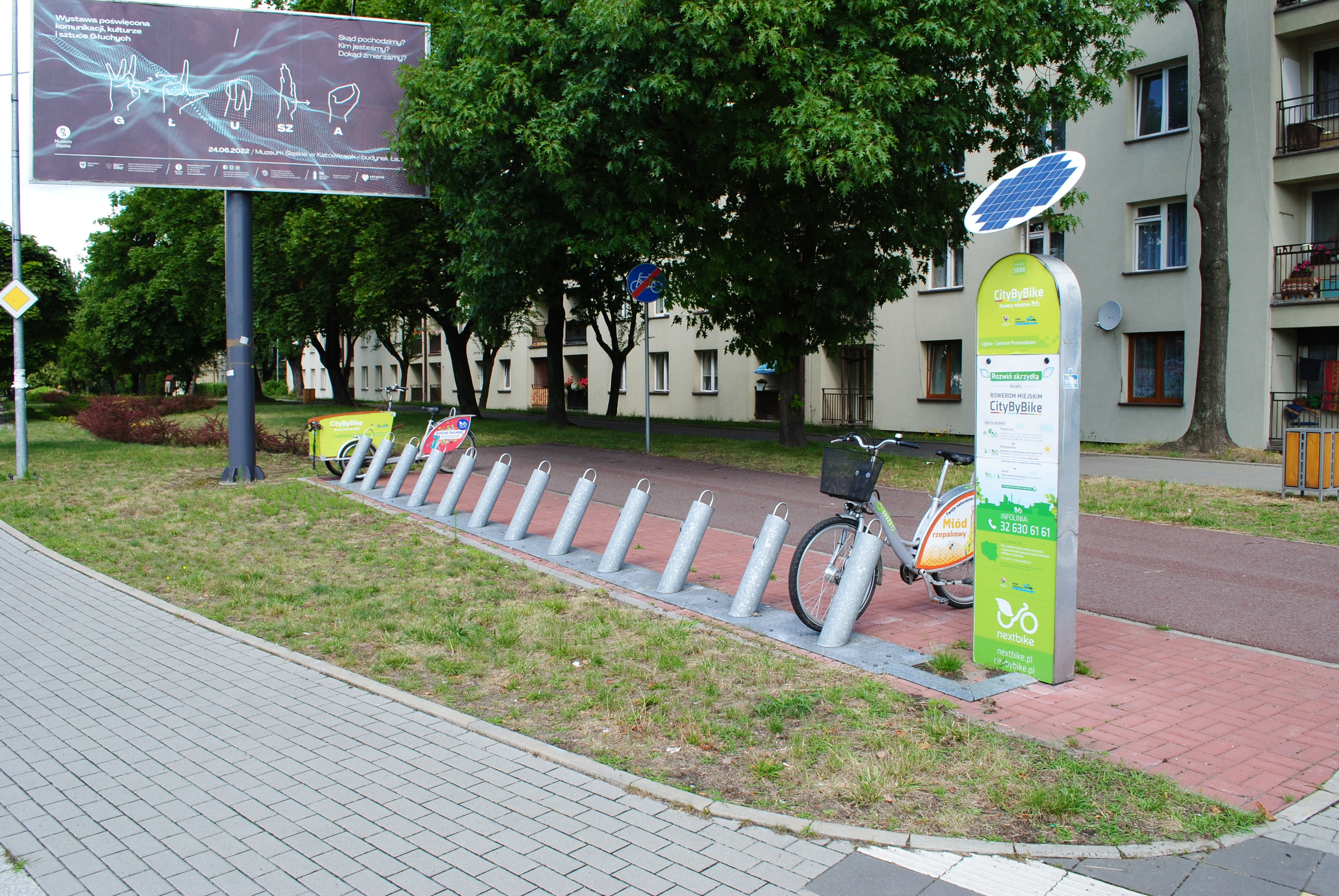
2 rodzaje rowerów na jednej ze stacji CBB

W 2023 system składał się z ponad 1000 rowerów:
- około 1000 rowerów standardowych,
- 20 rowerów cargo[49].

## Działanie systemu
Aby stać się użytkownikiem systemu należało zarejestrować się w systemie i dokonać opłaty aktywacyjnej. Pierwsze 15 minut wypożyczenia roweru było darmowe, po tym czasie do końca pierwszej godziny koszt wynosił 1 zł, druga godzina kosztowała kolejne 2 zł, a trzecia 3 zł, a każda kolejna 4 zł. Rowery wypożyczało się poprzez dedykowaną aplikację mobilną lub terminal na stacji.